# Nanocomposito
Un nanocomposito è un materiale solido multifase dove una delle fasi ha una, due o tre dimensioni minori di 100 nanometri (nm), o strutture aventi distanze che ripetono la nano-scala nelle diverse fasi che costituiscono il materiale. Nel senso più ampio questa definizione può includere mezzi porosi, colloidi, gel, copolimeri e miscele polimerici (miscele tra polimeri differenti), ma di solito si intende la combinazione solida di una matrice grossolana (parte di composito continua che dà forma al materiale) e la fase (o fasi) nano-dimensionale (-i) che differiscono per le proprietà a causa delle differenze nella struttura e nella chimica. Le proprietà catalitiche, meccaniche, elettriche, termiche, ottiche, elettrochimiche, dei nanocompositi si distinguono nettamente da quelle dei materiali componenti.

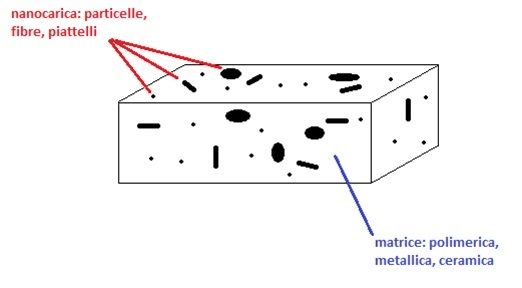

Individuando nell'aumentata area superficiale e negli effetti quantistici due dei principali fattori che causano la differenza di proprietà tra i nano materiali dagli altri materiali convenzionali, si vede come i nanocompositi possano sia mostrare proprietà dominate dalle interazioni interfacciali tra la fase rinforzante e la matrice, che esibire i quanto effetti dovute alle strutture nano dimensionali disperse all'interno. Questi effetti ottenuti nel materiale della matrice, vengono indicati solitamente con il termine di “nano effetto”, che indica cambiamenti nelle proprietà locali della matrice causati dall'estremamente alta area superficiale della carica e delle piccole distanze tra le nano particelle.
L'ingegnerizzazione di proprietà permessa dall'accoppiamento della matrice con il nanorinforzo è il fattore chiave che rende questi materiali così importanti e interessanti; la possibilità di combinare le caratteristiche migliori dei singoli materiali tradizionali in uno solo e la capacità di donare nuovi comportamenti a materiali convenzionali è un'idea “futuristica” che attrae fortemente l'industria ed è trainante per sicure ricerche e sviluppi futuri.  Infatti i nanocompositi presentando proprietà uniche, non riconoscibili ad esempio nei materiali compositi convenzionali, sono un importante oggetto di ricerca negli ultimi vent'anni.

## Nanocompositi nella natura e nella storia
I nanocompositi si trovano in natura, per esempio nella struttura della conchiglia di abalone e nelle ossa. L'uso di materiali ricchi di nanoparticelle precede di molto la comprensione della natura fisica e chimica di questi materiali. Jose-Yacaman et al. investigarono l'origine della profondità del colore e la resistenza agli acidi e alla bio-corrosione del colore azzurro Maya, attribuendone la causa al meccanismo delle nanoparticelle. Dalla metà degli anni '50 le argille-organiche di granulometria nanometrica sono state utilizzate per controllare il flusso delle soluzioni di polimeri (per es. come viscosificanti per la vernice) o la costituzione di gel (per es., come sostanza addensante in cosmetica, che mantiene le preparazioni in forma omogenea). Negli anni '70 i compositi di polimero/argilla furono l'argomento di libri di testo, sebbene il termine "nanocompositi" non fosse di uso comune.

## Nanorinforzi
Solitamente la struttura dei materiali nanocompositi consiste quindi in una matrice del materiale di partenza contenente i componenti di rinforzo di dimensioni nanometriche sotto forma di particelle organiche e non organiche, lamelle, fibre, nano tubi di carbonio, ecc. Questi nanorinforzi possono essere raggruppati in tre categorie generali:
- Nano cariche 3D (particelle isodimensionali) come nanoparticelle o nanosfere, le quali sono praticamente equiassiali con diametro <100 nm.
- Fibre o tubi aventi diametri minori di 100 nm e [Aspect ratio][non chiaro] maggiori di 100.
- Nano cariche a forma di piattelli, i quali possono essere materiali a strati con spessore tipicamente nell'ordine di 1 nm e rapporto di aspetto nelle altre due direzioni di almeno 25.

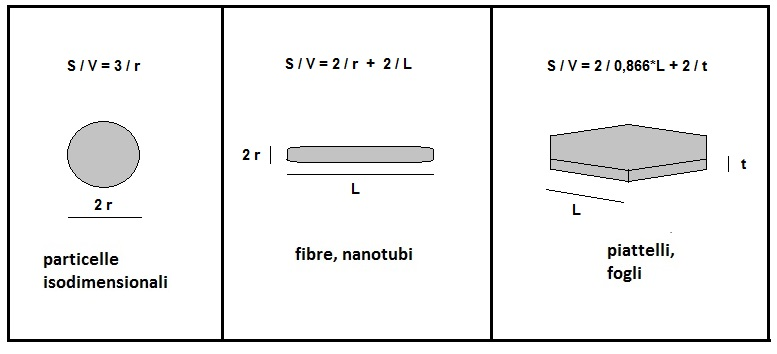
Nanorinforzi più comuni; nanoparticelle 3D, nantubi/nanofibre, nanopiattelli

Osservano la figura soprastante, si vede come un cambiamento del diametro della particella, del diametro del materiale fibroso o dello spessore del piattello dalla micro alla nanoscala, porta a un cambiamento nel rapporto S/V da uno a due ordini di grandezza.
È stato dimostrato che il cambiamento voluto di proprietà con queste particelle disperse all'interno si ottiene quando le relative particelle hanno una misura minore di un certo limite critico: <5 nm per l'attività catalitica, <20 nm per rendere soft un materiale magnetico duro, <50 nm per i mutamenti dell'indice di rifrazione e <100 nm per ottenere il superparamagnetismo, irrobustimento meccanico o limitare il movimento della dislocazione della matrice. Infatti quando le dimensioni arrivano attorno all'intervallo nanometrico, l'interazioni all'interfaccia (parte di composito tra il rinforzo e la matrice) diviene molto maggiore grazie al rapporto molto alto superficie/volume e all'eccezionale rapporto d'aspetto della fase rinforzante (solitamente l'estensione dell'interfaccia nei nanocompositi supera di un ordine di grandezza quella dei compositi convenzionali). Questa ampia area interfacciale comporta che anche una piccola concentrazione di nanofase dispersa può avere immediati effetti osservabili sulle proprietà macroscopiche del composito, e di conseguenza la possibilità di usare basse concentrazioni nanodisperse significano una minore difficoltà di produzione di questi compositi, produzione solitamente invece complicata per i compositi tradizionali.
Queste particelle per avere un effetto positivo sulle proprietà della matrice devono essere disperse uniformemente; questo solitamente è uno dei problemi maggiori nella produzione di questi materiali dato che la dispersione di nanorinforzo all'interno tende ad agglomerarsi. L'effetto di agglomerazione/aggregazione aumenta per maggiori concentrazioni disperse e per minori dimensioni della carica, portando ad avere oltre a una minore concentrazione di carica effettiva all'interno e solitamente anche a un peggioramento di proprietà. Altri fattori importanti sono anche l'individuazione delle corrette concentrazioni e delle opportune grandezze delle nanoparticelle, dato che per entrambi questi parametri esistono dei valori ottimali dipendenti sia dal materiale della matrice sia dalla proprietà che si vuole migliorare.
Per esempio, aggiungendo nanotubi di carbonio si migliora la conduttività termica ed elettrica. Altri tipi di nanoparticolati possono migliorare le proprietà ottiche, le proprietà dielettriche, la resistenza al calore o le proprietà meccaniche come la rigidezza, la resistenza meccanica e all'usura e ai danneggiamenti. In generale, il nano rinforzo è disperso dentro la matrice durante la fase di lavorazione. La percentuale in peso (detta frazione di massa) dei nanoparticolati introdotti può rimanere molto bassa (da 0,5% a 5%) a causa della bassa soglia di percolazione del riempitivo (filler), specialmente per riempitivi ad alto rapporto d'aspetto non sferici più comunemente utilizzati (per es. piastrine sottili nanometriche, argille o cilindri di diametro nanometrico, come i nanotubi di carbonio).

## Classificazione nanocompositi
Osservando poi il materiale della matrice i materiali nanocompositi possono essere divisi in tre differenti categorie:
- Ceramic Matrix Nanocomposites (CMNC): i ceramici possiedono buona stabilità termica e chimica e una buona resistenza all'usura. L'utilizzo di nanocompositi ceramici permette di aumentare anche le proprietà meccaniche con un incremento della tenacità.
- Metal Matrix Nanocomposites (MMNC): sono materiali dati da una matrice metallica duttile nella quale sono dispersi i rinforzi nanodimensionali; si combinano solitamente caratteristiche metalliche e ceramiche in modo da ottenere per esempio duttilità e tenacità accoppiate ad alta resistenza e alto modulo elastico.
- Polymer Matrix Nanocomposites (PMNC): i polimeri sono apprezzati per la loro facilità di produzione, la loro bassa densità e per la natura usualmente duttile, ma hanno il problema di avere un basso modulo elastico e poca resistenza rispetto ai metalli e ai composti ceramici. L'aggiunta di nanofasi ceramiche e metalliche in una matrice polimerica ha un impatto importante sia sul miglioramento che sulla promozione di nuove caratteristiche rispetto al solo materiale delle matrice plastica; e dato che l'efficienza dei rinforzi è molto elevata si possono disperdere concentrazioni minime all'interno preservando le proprietà tipiche dei polimeri come il basso peso e la duttilità. Questa categoria è quella maggiormente presa in considerazione dai gruppi di ricerca e lo si nota vedendo il gran numero di articoli scientifici pubblicati sull'argomento.

## Nanocompositi a matrice ceramica

### Introduzione
In questo gruppo di materiali compositi la parte principale del volume è occupata da una ceramica, vale a dire da un composto chimico del gruppo degli ossidi, nitruri, boruri, siliciuri, ecc. Essi vengono realizzati ad esempio per sopperire alle caratteristiche meccaniche dei materiali ceramici tradizionali. Questi infatti essendo chimicamente caratterizzati da legami di natura ionico/covalente, dunque fortemente direzionali, presentano la problematica di essere materiali fragili. Per questo motivo sono stati tentati miglioramenti attraverso la dispersione di una fase di metallo duttile, di un altro ceramico o di forme allotropiche di carbonio (come nano tubi o “nano sheets” di grafene) nella matrice di partenza, ottenendo per esempio migliori valori di durezza e tenacità.La formazione ad esempio di nanocompositi ceramici/metallici permette l'integrazione di proprietà spesso dissimili dei componenti ceramici e matallici in un singolo materiale, assicurando la possibilità di creare una larga varietà di nuovi materiali data la moltitudine di possibili combinazioni. Tipiche strutture nano cristalline di compositi ceramici sono presentate in figura:

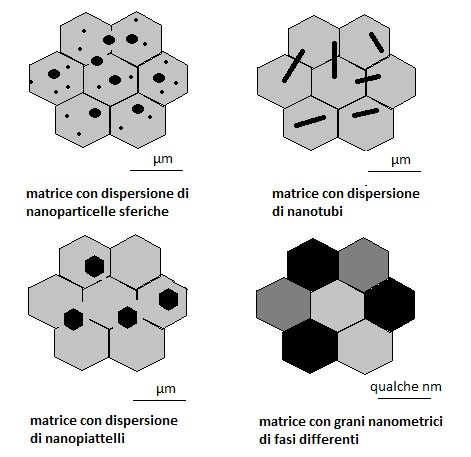
rappresentazioni di quattro microstrutture di nanocompositi ceramici

Le strutture più comuni consistono in una matrice con grani di dimensioni del micron con nano particelle disperse all'interno. Le nano dispersioni possono posizionarsi all'interno dei grani della matrice, localizzarsi nei bordi di grano o occupare sia le posizioni inter e intra granulari. Osservando sempre la figura si possono vedere strutture con la presenza di nano strutture a grano allungato, come nano tubi o nano piattelli.
Idealmente entrambi i componenti, il metallico e il ceramico, sono finemente dispersi l'un l'altro in modo da ottenere particolari proprietà nanoscopiche. I nanocompositi con queste combinazioni hanno dimostrato un miglioramento delle loro proprietà ottiche, elettriche e magnetiche oltre che tribologiche, di resistenza alla corrosione e altre di protezione.

### Microstruttura - Produzione
Quando si producono materiali ceramici con nano polveri o con dispersioni di nano carica all'interno, si ha una variazione delle schede di sinterizzazione (sintering schedule); si necessità cioè il cambiamento della temperatura di sinterizzazione e del tempo di processo per ottenere la densità finale voluta del pezzo. Attraverso l'utilizzo di nano polveri si possono abbassare le temperature di sinterizzazione e permettere, ad esempio nel caso di nanocompositi con nano carica metallica, l'eliminazione del problema della coalescenza delle nano particelle metalliche che si avrebbe sicuramente a temperature di processo maggiori. Lavorando a basse temperature di sinterizzazione si limita anche la crescita secondaria dei grani della matrice ceramica.
Le nano particelle di seconda fase hanno inoltre la capacità di limitare la crescita del grano durante la sinterizzazione, esercitando un effetto di pinning con lo scopo di aumentare la resistenza e la durezza del composito. Tale effetto si concretizza nel fatto che la particella di rinforzo, localizzata a bordo di grano della fase primaria, ne limita o impedisce il movimento e, di conseguenza, la relativa crescita del grano.
Zener considera la dipendenza della dimensione del grano R dalla matrice, dal diametro e dal volume della seconda fase analizzando il caso di particelle sferiche, rigide, insolubili e distribuite in modo casuale:
{\displaystyle R=4r/3f}
in cui R è la taglia del grano della matrice, r ed f il raggio e la frazione della seconda fase. Quando il bordo di grano interseca una particella di seconda fase, l'energia libera del sistema subisce una diminuzione associata alla porzione di superficie di bordo rimossa. Se il bordo di grano cerca di superare l'ostacolo esso si incurva fino alla rottura e al rilascio dell'inclusione; il meccanismo di piegamento e la generazione di nuova superficie di bordo di grano provoca un aumento dell'energia libera del sistema e quindi il bordo di grano, per lasciarsi dietro l'inclusione, dovrà superare una barriera energetica.
Un altro modo per limitare la crescita dei grani è quello di fare un sistema di due fasi immiscibili entrambe con i grani di grandezza alla nanoscala; formando una struttura interconnessa si limitano a vicenda l'accrescimento dei grani. Sfruttando questo procedimento si possono creare anche sistemi ternari con tre diverse fasi immiscibili, dove la distanza sempre maggiore tra i grani della stessa fase permette di ottenere strutture sempre a grano sempre più fine.
L'aggiunta di nano particelle cristalline come seconda fase ai ceramici di dimensioni convenzionali, è quindi molto efficiente nella riduzione della cinetica di crescita delle particelle durante il processo di sinterizzazione e, questa diminuzione di dimensione dei grani della matrice, porta a un effetto generalmente positivo sulle proprietà meccaniche (per i motivi esposti nei paragrafi successivi).
Il diagramma di fase binario della miscela deve essere considerato nella progettazione di nanocompositi in metallo-ceramica e devono essere adottate misure appropriate onde evitare una reazione chimica tra i due componenti. L'ultimo punto è molto importante soprattutto per la componente metallica che può facilmente reagire con la ceramica e perdendo quindi il suo carattere metallico. Questa non è una condizione facilmente rispettata, perché la preparazione del componente ceramico in genere richiede elevate temperature durante il processo. La misura più sicura è quindi quella di scegliere con attenzione il metallo immiscibile e le fasi ceramiche. Un buon esempio di una tale combinazione è rappresentato dal composito ceramico-metallico di TiO2 e Cu, miscele trovate immiscibili in vaste aree del triangolo di Gibbs del Cu-O-Ti.

### Proprietà meccaniche

#### Durezza e resistenza
Una grande attenzione è stata posta nello studio delle proprietà meccaniche di questi materiali nanocompositi. Inizialmente si vogliono presentare due dei fattori tramite i quali è possibile un aumento delle performance:
- Un modo per aumentare la resistenza interna di un materiale ceramico è quello di cercare di limitare la grandezza dei difetti all'interno; nell'intorno dei difetti presenti in materiali fragili si ha infatti il fenomeno della concentrazione della sollecitazione:                                                                                                                                                                                                 {\displaystyle \sigma _{y}=2\sigma [{\bigl (}\left({\frac {a}{R}}\right)^{\frac {1}{2}}]}                                                                                                                                                                                                                                in cui σy è la sollecitazione all'apice del difetto, σ è la sollecitazione applicata, a è la lunghezza del difetto superficiale ed R è il raggio di curvatura del difetto al suo apice[11][12]. Questa equazione correla la resistenza dei materiali con la taglia critica dei difetti. È possibile teoricamente un rinforzo per affinamento della microstruttura che porta alla diminuzione della taglia critica dei difetti contenuti. Infatti quando si sinterizza un materiale ceramico a partire dalla sua polvere, i difetti dati dall'impaccamento non perfetto delle particelle di polvere saranno minori se la dimensione media della polvere è più piccola[11].

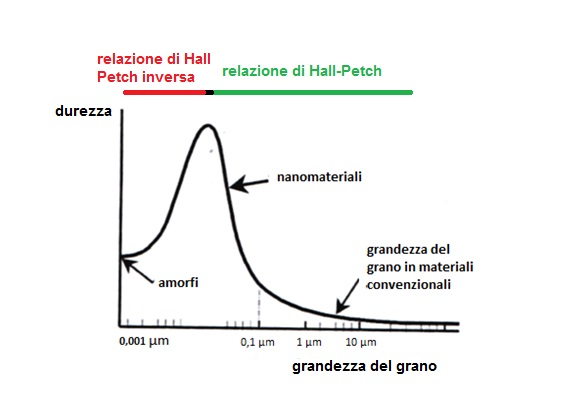
variazione della durezza del materiale cristallino in base alla dimensione media dei grani

- Teoricamente un'altra via per aumentare la resistenza dei materiali è quella indicata dalla relazione di Hall-Petch, essa correla la taglia del grano allo sforzo di snervamento del materiale. Quando i grani della microstruttura diventano più piccoli si ha una maggior difficoltà di movimento da parte delle dislocazioni che vengono fermate dai bordi di grano. Bisogna ricordare però che i materiali ceramici presentano già un movimento di dislocazioni quasi assente, dovuto alla loro struttura chimica, e quindi questo contributo di Hall-Petch può essere differente che in altri materiali[11][12]. Un altro problema è quando la taglia del grano scende nell'intervallo nanometrico; sotto una certa dimensione del grano si ha infatti la relazione di Hall-Petch inversa e si prevede un indebolimento del materiale attorno al limite amorfo. La rottura della relazione di Hall-Petch è generalmente attribuita alla perdita di efficacia dei bordi di grano come barriere al passaggio delle dislocazioni, e all'inizio di meccanismi diffusionali, come lo scivolamento dei bordi di grano e il creep diffusivo di Coble[19].variazione della durezza del materiale cristallino in base alla dimensione media dei graniL'aumento di resistenza/durezza con la diminuzione del grano si ferma nell'intervallo micrometrico anche per fattori differenti; per esempio nel caso della zirconia tetragonale stabilizzata con ittria (Y-TPZ) si nota un forte decremento della durezza quando si scende nell'intervallo nanometrico (≤100 nm). In questo caso il decremento è attribuito alla diminuzione della tenacità a frattura e allo sviluppo differente della microstruttura per dimensioni dei grani nell'intervallo nanometrico[17].

I due fattori presentati in precedenza vanno considerati nel caso in cui si va ad agire sulla grandezza dei grani della matrice ceramica del nanocomposito, ad esempio quando vengono combinate due o tre fasi immiscibili partendo con polveri ceramiche nell'intervallo nanometrico, oppure quando si limita la cinetica di crescita dei grani attraverso una nano dispersione all'interno.
L'aumento di resistenza del nanocomposito può essere inoltre ottenuto con variazioni della modalità di frattura. In ceramici monolitici che si rompono con frattura intergranulare (frattura cioè che si propaga all'interno del bordo di grano senza grande dissipazione energetica), si può promuovere attraverso una dispersione di nano particelle un percorso di cricca all'interno dei grani, evidenziando quindi un indurimento del bordo di grano. Questo rinforzo al GB è associato alla nascita di stress locali interni dovuti a stress termici residui che si formano durante il raffreddamento del pezzo dalla temperatura di sinterizzazione. Gli stress residui sono dovuti a differenze nel coefficiente di espansione termico tra matrice e nanofase dispersa. Ad esempio, se il coefficiente di espansione termica della carica è minore di quello della matrice, si ha la formazione di forze di compressione al bordo di grano e un ulteriore aumento di resistenza in tutte le zone più deboli della matrice ceramica (come ad esempio nelle triple junction). Un'altra conseguenza, dovuta a questo mismatch, è la nascita di stress di tensione nei grani della matrice, ed è qui che si comprende meglio il motivo di variazione della modalità di frattura a trans granulare.
Nella figura seguente si mostra la variazione degli stress residui da un sistema in pura alluminia (stress dovuti a anisotropie nel ritiro termico durante il raffreddamento) a un sistema Al2O3/SiC nanocomposito (stress residui dovuti a differenze nel coefficiente di espansione termica tra le due fasi).

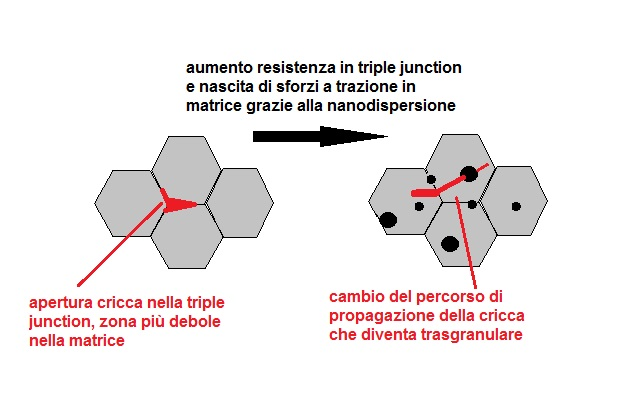
Variazione della modalità di frattura in seguito alla dispersione di nanoparticelle all'interno della matrice

Un altro metodo per ottenere una maggior durezza in un materiale ceramico è quello di effettuare un'inclusione di particelle nano metalliche non duttili. I miglioramenti maggiori si ottengono per concentrazioni sotto un determinato limite di dispersione (circa 2,5 %); se infatti si disperde troppa nanofase, le particelle presenti alla superficie dei grani ceramici cominceranno a unirsi prima sulla superficie e poi fuori dal grano. Andando ad utilizzare nano particelle di metalli più duri si hanno incrementi maggiori.

#### Tenacità
Oltre all'aumento di resistenza e durezza, la dispersione di nano particelle di seconda fase può inoltre aumentare la tenacità a frattura del materiale. Attraverso meccanismi che agiscono sulla propagazione della cricca, per esempio cambiandone la modalità da inter- a tras-granulare (fenomeno appena descritto), o allungandone il percorso deviandola dal piano di propagazione, si aumenta il consumo di energia e di conseguenza la resistenza della matrice alla crescita del crack. Risultati sperimentali mostrano che i maggiori valori di tenacità sono raggiunti nei compositi in cui le particelle occupano sia posizioni inter- che intra-granulari; le particelle intergranulari deflettono il percorso di cricca guidandola all'interno della matrice (frattura transgranulare), mentre le particelle all'interno dei grani interagiscono con la frattura costringendola ad assumere una traiettoria ondulatoria.
Un altro metodo di tenacizzazione consiste nella creazione di dislocazioni nei pressi delle particelle di seconda fase, date da differenze nei coefficienti di espansione termica tra matrice e nano rinforzi, che si formano durante il processo di raffreddamento del pezzo; effettuando successivamente un processo di ricottura si può indurre un riarrangiamento delle dislocazioni, portando alla formazione di un reticolo di dislocazioni tra le particelle di seconda fase. Quando la cricca arriva in quest'area, le dislocazioni agiscono da centri di nucleazione di nano cricche, che si espandendosi limitano la propagazione della cricca.
Un altro meccanismo, che è necessario nominare ma che non appartiene strettamente ai nanocompositi, è quello della tenacizzazione per trasformazione, tipico di sistemi a base di zirconia. In questi sistemi la zirconia stabilizzata a una fase tetragonale t metastabile tramite l'applicazione di uno sforzo si può trasformare, con una trasformazione martensitica, nella forma monoclina m più stabile a temperatura ambiente. Dato che il processo comprende un consumo di energia (per permettere la trasformazione di fase), un'espansione volumetrica di circa 3-5% e una larga deformazione di taglio (7%), si può ostacolare il percorso della cricca tramite il consumo di energia elastica e l'introduzione degli stress di compressione davanti alla punta della cricca.
La tenacità a frattura della zirconia tende però ad aumentare con in crescere della dimensione del grano, quindi non conviene usare grani nanometrici se si cerca di aumentare questa proprietà.
Se le particelle di zirconia hanno una dimensione maggiore rispetto ad un certo diametro critico, si ha la spontanea trasformazione t → m durante il raffreddamento; questo porta alla formazione di microcracking nella matrice ceramica. L'apporto combinato di microcracking con tenacizzazione per trasformazione dà un buon contributo all'incremento della tenacità a frattura per la matrice ceramica.
Se si combinano matrice di zirconia con dispersioni di particelle metalliche, si ha un ulteriore aumento di tenacità; il campo di stress che si forma attorno alle particelle duttili promuove la trasformazione martensitica indotta da stress tipica della zirconia.
I nanorinforzi danno un effetto tenacizzante anche con la deflessione della cricca, il meccanismo di bridging, quello di debonding e pull-out. Si mostrano di seguito degli schemi per spiegare le varie situazioni dipendenti dalla natura della fase rinforzante.

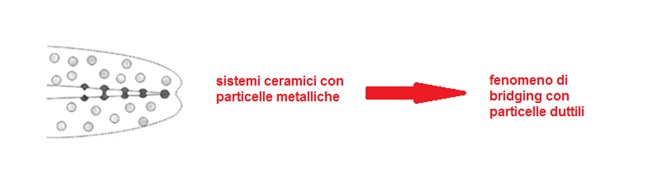
fenomeno di bridging assicurato dalla presenza di particelle duttili nella matrice ceramica

Le particelle duttili metalliche possono sia assorbire una certa quota di energia, arrivando a snervamento (deformazione plastica della particella) alla punta della cricca, che diminuire la velocità di propagazione del crack, effettuando un'azione di bridging elasto-plastico tra le due superfici di frattura (si esercita uno stress di chiusura alla punta della cricca). Quando il crack arriva all'interfaccia particella-matrice, la differenza nello spostamento dovuto all'apertura della cricca tra le particelle duttili e la matrice fragile causa uno smussamento locale del crack e la sua forzatura ad aggirare la particella. Questo fenomeno richiede un forte legame all'interfaccia ceramico-metallo (eccellente accoppiamento strutture cristalline e crescita epitassiale) e un'alta plasticità delle particelle metalliche; è perciò tipico di particelle di grandezza nell'intervallo micrometrico. Infatti, le nanoparticelle metalliche hanno la caratteristica di non presentare deformazione plastica dato che le dislocazioni o non sono presenti o sono bloccate. Esse hanno un comportamento molto simile ai ceramici mostrando aumenti di durezza corrispondenti ad aumenti del modulo di taglio.
Osservando per esempio il caso di un nanocomposito di matrice di Al2O3 con nano particelle di Nickel, si vede come al variare della grandezza delle nano particelle (regolazione tramite il processo di sinterizzazione) si ottengono o aumenti di durezza o aumenti di tenacità. Le particelle portano un aumento di durezza fino a quando hanno dimensioni minori di 50 nm; per dimensioni maggiori le dislocazioni all'interno della nano carica diventano termodinamicamente stabili e la deformazione plastica può avvenire. Una combinazione di nanocompositi e tenacizzazione con fase duttile può quindi portare sia a un aumento della resistenza intrinseca alla frattura del materiale, che all'aumento della resistenza alla crescita del crack, senza però avere effetto sulla resistenza e durezza del materiale composito.

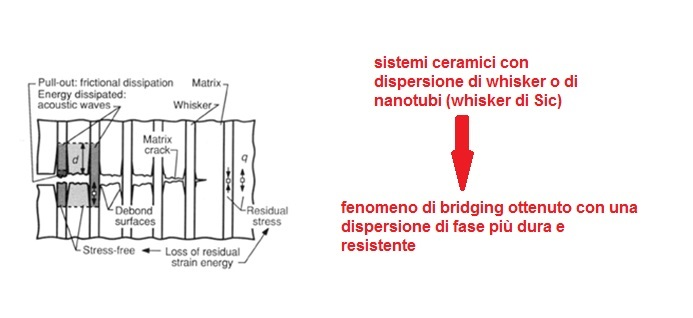
fenomeno di bridging assicurato dalla presenza di una dispersione di nanotubi o di whiskers nella matrice ceramica

Per il caso di bridging con fibre o whiskers con una rigidezza e una resistenza maggiori della matrice, si possono ottenere due differenti situazioni in base alla forza all'interfaccia tra matrice e nano rinforzo:
- Interfaccia debole: la cricca una piega il suo percorso attorno al rinforzo seguendo l'interfaccia tra rinforzo e matrice che rappresenta un cammino a più bassa energia.
- Interfaccia forte: la cricca non devia il suo cammino ma passa oltre il rinforzo spezzandolo.

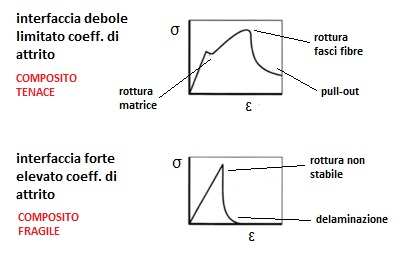
variazione della tenacità di un nanocomposito ceramico in base alla forza all'interfaccia tra matrice ceramica e nanorinforzo

Anche le nanofibre e i whisker possono fungere da aggancio residuo tra le superfici di frattura dietro la punta della cricca. L'effetto di tenacizzazione è maggiore per il primo caso ed esso è regolato da diversi fattori:
- l'energia assorbita dalle nanofibre prima di rompersi;
- l'energia assorbita nella propagazione della cricca lungo l'interfaccia fibra-matrice (fenomeno di debonding);
- l'energia assorbita nel pull-out (sfilamento) delle nanofibre dalla matrice.

Nel caso di forte interfaccia si ha solo il primo contributo dato dall'assorbimento di energia elastica prima della rottura delle fibre; si comprende così il perché dei più bassi incrementi di tenacità ottenuti.

#### Usura - Erosione
I parametri che incrementano la resistenza all'usura superficiale sono la durezza e la tenacità.
Diminuzioni nella velocità di usura possono essere ottenuti attraverso un'inibizione della rottura al bordo di grano. Una minor rimozione di materiale superficiale è dovuta alla limitazione della crescita di cricche intergranulari che portano al successivo pull-out dei grani. Questi effetti sono ottenibili tramite la dispersione di nano carica che varia le modalità di frattura della matrice.

#### Proprietà meccaniche ad alta temperatura
Le prestazioni meccaniche ad alta temperatura (creep) risentono anch'esse dell'effetto delle particelle. L'efficacia delle nanoparticelle dipende pure qui dalla loro forma, dalla loro distribuzione e dalla frazione dispersa nel materiale; esse possono sia variare il cammino di diffusione delle vacanze (creep di Coble e di Nabarro-Herring) sia limitare lo scivolamento tra i grani della matrice. Ponendo l'attenzione a questi sistemi si vede come il comportamento a creep è dipendente dalle proprietà fisiche e chimiche della seconda fase, dalla microstrutture del composito, dallo stress e dalla temperatura.
Si nota che, quando le dimensioni del grano sono nell'ordine della nanoscala, il fenomeno dominante nel creep è quello dato dalla diffusione di vacanze lungo il bordo di grano e non quello attraverso il volume del grano (creep di Nabarro-Herring). Per i processi diffusivi a bordo di grano la velocità di creep (dε/dt) è definita dall'equazione di Coble:
{\displaystyle {\operatorname {d} \!\epsilon  \over \operatorname {d} \!t}={\frac {AD_{g}\sigma \omega \Omega }{kTd^{3}}}}
in cui A è una costante adimensionale che considera la geometria del grano, Dg è il coefficiente di diffusione a bordo di grano, σ lo stress applicato, ω lo spessore del bordo di grano, Ω il volume molare, k la costante di Boltzmann, T la temperatura assoluta, d la taglia di grano. Si nota la dipendenza della velocità di scorrimento dalla taglia di grano secondo una relazione d−3; dunque una riduzione del grano dai µm ai nm potrebbe produrre un incremento della velocità di creep di molti ordini di grandezza; è quindi essenziale nei nanocompositi con grani alla nanoscala cercare di limitare questi fenomeni di diffusione.

### Proprietà elettriche e termiche
La conduttività elettrica dei compositi, formati dall'aggiunta di una carica conduttrice in un materiale isolante (come può essere una matrice ceramica), segue una legge esponenziale vicino alla soglia di percolazione, e può essere espressa come:
{\displaystyle \sigma _{c}=\sigma _{0}{\bigl (}\varphi -\varphi _{c})^{T}}    per  {\displaystyle \varphi >\varphi _{c}}
Dove  {\displaystyle \sigma _{c}} è la conduttività del composito,  {\displaystyle \sigma _{0}} è il parametro che dipende dalla conduttività del materiale della carica,  T ( = 1,3 – 1,94 per sistemi bidimensionali e tridimensionali rispettivamente) è l'esponente critico,  {\displaystyle \varphi } è la frazione volumetrica di fase dispersa e {\displaystyle \varphi _{c}}è la soglia di percolazione della carica.
La soglia di percolazione dipende dalla forma del rinforzo (rapporto d'aspetto), dalla dispersione e dalla natura della conduzione tra le particelle.
Le nano particelle caratterizzate da un elevato rapporto d'aspetto permettono di avere limiti di percolazione a concentrazioni disperse bassissime rispetto ai compositi convenzionali.
L'inizio della conduzione si verifica quando si ha la formazione di un network all'interno della matrice dato dalle cariche disperse all'interno, e aumentando la dispersione all'interno oltre il limite di percolazione, si ha comunque un aumento di conduttività dovuto all'incremento del numero di interconnessioni tra le nanoparticelle. Questo incremento può essere dovuto o alla formazione di un ulteriore percorso conduttivo nella matrice, oppure all'aumento dell'area della sezione trasversale del percorso formato (per esempio nel caso del grafene, con l'aggiunta di più strati, si aumenta lo spessore delle lamine).
Se si vuole ottenere limiti di percolazione minori bisogna agire sui parametri di omogeneità della dispersione, alta qualità della carica conduttiva, e migliorando i punti di contatto tra queste particelle.
Parlando poi delle proprietà termiche, si vede che anche queste possono venir variate dall'introduzione di dispersioni di carica all'interno.
Il calore nei materiali è immagazzinato o nei fononi (movimenti di atomi attorno alle loro posizioni di equilibrio) o negli elettroni liberi (contributo presente per i materiali metallici).
Dispersioni di nano cariche come grafite o grafene, che sono materiali dove domina il contributo di immagazzinamento dell'energia termica dato dai fononi, variano ad esempio il calore specifico cP della matrice nella quale sono contenuti.
Si considera poi la conduzione del calore; essa è assicurata nei materiali o tramite onde di vibrazioni atomiche (fononi)  o per conduzione dell'energia cinetica degli elettroni liberi. Per le matrici ceramiche (e per i ceramici in generale che non sono elettronicamente conduttivi) domina il primo meccanismo. Aumentando la temperatura, si ha una maggior vibrazione del reticolo cristallino che porta a un maggiore disordine strutturale; si verifica quindi un ostacolo alla propagazione di queste onde, che subiscono un processo di scattering e una diminuzione del loro cammino libero medio. Ad aumenti di temperatura corrispondono così diminuzioni di conduttività termica.
Abbassamenti della conduttività termica si possono verificare quindi quando si hanno distorsioni nella struttura della struttura cristallina del materiale. Le imperfezioni all'interfaccia tra matrice e nanoparticelle disperse portano infatti a delle regioni con una maggior resistenza termica; qui si ottiene la formazione di una barriera termica che è associata solitamente a una differenza nelle densità di stati dei fononi tra le due fasi.
Si ricorda infine come anche i bordi di grano agiscano da regione di scattering per i fononi, portando a un'ulteriore riduzione della conduttività termica del reticolo. Andando dunque a disperdere una nanofase nella matrice ceramica, in modo da limitare la crescita dei grani e lasciando un alto numero di bordi di grano, quello che si ottiene è una maggior resistenza al trasporto del calore.
Nel caso in cui la nanocarica utilizzata presenta una buona conducibilità termica, è ottenibile invece un percorso preferenziale per il trasporto di calore molto meno dissipativo rispetto alla matrice. La formazione di questo percorso si può verificare con un'orientazione comune della fase dispersa lungo una direzione predefinita (utilizzo di nano tubi di carbonio, nano piattelli di grafene); corrispondentemente all'aumento di conduttività nella direzione parallela al piano di orientazione della carica si ha di solito una diminuzione del trasporto di calore nella direzione perpendicolare a questa.
L'aumento della conduttività nella direzione di orientazione preferenziale della carica al variare della quantità di fase dispersa è continuo e lineare senza mostrare nessun limite di percolazione termico. Questa diversità rispetto all'aumento di conduttività elettrica, è dovuta a differenze nella tipologia del trasporto tra i due casi: nel caso della conduttività elettrica l'effettivo cammino conduttivo è attraverso il materiale della carica, mentre per il caso termico il calore può essere trasmesso anche attraverso la matrice. Si nota quindi che la conduttività termica è una proprietà da bulk mentre la conduttività elettrica dipende solamente dalla carica.
La maggior conduttività termica ottenuta nella direzione preferenziale di orientazione della nanocarica può essere di beneficio per la dissipazione del calore. L'aumento di conduttività può essere vantaggioso per minimizzare l'accumulazione di calore in materiali con applicazioni come oggetti da taglio ad alto carico e alta temperatura di lavoro.

## Nanocompositi a matrice metallica (MMNC)

### Introduzione
Venendo alla seconda classe di nanocompositi, quelli a matrice metallica, essi possono essere divisi sostanzialmente in due categorie. La prima è rappresentata da quelli in cui il rinforzo è anch'esso di natura metallica; questa categoria è stata studiata a fondo per le notevoli proprietà meccaniche, di natura catalitica e per il loro comportamento ottico/elettrico. Per quanto riguarda invece il secondo gruppo l'elemento di rinforzo è un materiale ceramico. In questi tipi di nanocompositi le proprietà elettriche, magnetiche, chimiche, ottiche e meccaniche sono dovute alla combinazione di entrambe le fasi.
Le matrici metalliche principalmente adoperate sono a base di Al, Mg, Cu e all'interno di queste vengono disperse nano particelle o di natura ceramica, quindi nitruri, carburi e ossidi, oppure forme allotropiche di carbonio (tra cui nano tubi), o altre nano particelle metalliche. L'interesse all'utilizzo di leghe leggere è indirizzato alla sostituzione di materiali strutturali pesanti. Il magnesio ad esempio è il 77% più leggero dell'acciaio; oltre a questa caratteristica, ha la qualità di essere molto abbondante sulla crosta terrestre e di essere facilmente lavorabile (più delle leghe di alluminio). Possiede però una bassa duttilità e modulo elastico, bassa resistenza a creep e all'erosione superficiale. Per migliorare queste proprietà si è provato ad eseguire all'interno del magnesio una dispersione micrometrica; ma si è ottenuta una grande diminuzione di duttilità della matrice dovuta alla rottura delle particelle disperse e alla formazione di vuoti all'interfaccia matrice-particelle, che incentivavano lo sviluppo rapido della frattura. Questo problema della riduzione di duttilità è stato risolto con l'utilizzo di nano particelle.
L'idea base che sta dietro a questo “mix” tra matrice metallica e nano dispersione, è quella di ottenere un nanocomposito che abbia allo stesso tempo sia le caratteristiche meccaniche dei metalli (plasticità, duttilità, tenacità), ma allo stesso tempo anche un'elevata resistenza e modulo elastico.
I MMNCs permettono tra le altre proprietà una miglior resistenza all'usura, una miglior resistenza a creep, una maggior durezza, maggiori moduli elastici.

### Microstruttura
La caratterizzazione microstrutturale dei nanocompositi metallici rivela una struttura a grani equiassiali e una riduzione delle dimensioni dei grani della matrice con l'aggiunta di una maggior frazione volumetrica di fase dispersa. La riduzione della dimensione può essere attribuita all'abilità delle nano particelle di agire sia da centri di nucleazione per nuovi grani, che per il loro effetto di pinning rispetto al movimento dei bordi di grano (diminuendo la velocità di crescita dei grani). Guardando poi le misure dei grani con l'aumento di fase dispersa, si vede che per quantità disperse maggiori dell'1% non si ottengono ulteriori diminuzioni significanti del grano.
Il raffinamento della struttura metallica della matrice dipende dal tipo e dalla quantità del rinforzo, e dal processo utilizzato.
Nano rinforzi metallici o ibridi riducono meglio i grani rispetto a rinforzi ceramici. Questa maggior riduzione potrebbe essere dovuta alla miglior bagnabilità tra i rinforzi metallici e la matrice metallica rispetto alle particelle ceramiche, risultando in un maggior legame all'interfaccia e a un aumentato effetto di pinning. Quando la frazione volumetrica di rinforzo cresce oltre il valore ottimale (circa 1,0%), le particelle rinforzanti tendono a formare agglomerati più larghi dovuti all'alta energia superficiale posseduta,  e dunque riducono la capacità di prevenire la crescita del grano. In addizione al tipo, la quantità e la distribuzione del rinforzo, il raffinamento dei grani della matrice è anche dipendente dalla formazione di prodotti di reazione tra il rinforzo e la matrice, come ad esempio nel caso di nanocompositi di matrice di magnesio con dispersioni di nano particelle di rame. Con la formazione di fasi intermetalliche tra i due componenti di matrice e nano rinforzo si ha la riduzione dell'effetto di pinning.
Solitamente per concentrazioni basse di frazione volumetrica di nano particelle dispersa, si ottiene una microstruttura nella quale i rinforzi appaiono isolati o occasionalmente raggruppati in piccoli cluster nella matrice, ma comunque normalmente presenti ai bordi di grano della matrice come a formare un reticolo; osservando con maggior attenzione si vede come si ha di solito una buona adesione interfacciale tra le particelle e la matrice, senza fenomeni di debonding o frattura.

### Proprietà meccaniche
Le elevate caratteristiche meccaniche che si ottengono dall'accoppiamento di una matrice metallica con una dispersione di nanofase (ceramica o metallica), sono dovute ad una serie di meccanismi che agiscono a livello del grano:
- Effetto di trasferimento del carico: si trasferisce il carico dalla duttile e morbida matrice alle particelle dure e resistenti contribuendo a un rinforzo del materiale base[21][22]. Il modello proposto da Nardone e Prewo è quello comunemente usato per predire il contributo di rinforzo dovuto al trasferimento del carico in materiali compositi rinforzati con particolato; si mostra di seguito l'aumento dello sforzo di snervamento:

dove 𝑣𝑝 è la frazione volumetrica delle particelle, 𝜎𝑚 è la resistenza allo snervamento della matrice non rinforzata, 𝑙 e 𝑡 sono le dimensioni del particolato misurate parallelamente e perpendicolarmente alla direzione del carico, rispettivamente. Per il caso di particelle equiassiali l'equazione si riduce a:
Si ottengono aumenti della resistenza del materiale.
- Rinforzo di Hall-Petch: la dimensione del grano influisce notevolmente sulla resistenza del metallo dato che i bordi di grano possono ostacolare il movimento delle dislocazioni; questo è dovuto alla differente orientazione di grani adiacenti e al disordine nel reticolo in queste zone che impediscono alle dislocazioni un movimento in piani di scivolamento continui[21]. La presenza delle nano particelle rinforzanti agiscono da siti di nucleazione durante il raffreddamento o la ricristallizzazione e danno il solito effetto di vincolo al movimento del bordo del grano, limitando così la crescita e la dimensione media dei grani[22]. L'aumento dello stress di snervamento:

Dove 𝑑𝑚 è la dimensione dei grani della matrice e 𝑘𝑦 è una costante.
- Rinforzo di Orowan: questo meccanismo consiste nell'interazione delle nanoparticelle con le dislocazioni. Le nano particelle ceramiche fermano infatti le dislocazioni passanti e promuovono una loro curvatura attorno alle particelle stesse. In questo modo le dislocazioni per muoversi agevolmente e portare il materiale nanocomposito a rottura necessitano di un'energia maggiore rispetto al materiale di partenza privato del rinforzo. Questo meccanismo può essere espresso matematicamente dalla seguente formula dove si mostra l'aumento dello sforzo di snervamento:

Dove 𝑏 è il vettore di Burgers e 𝐺 è il modulo di taglio della matrice.
Si ottengono aumenti della resistenza del materiale e della durezza.
- Differenze nel modulo elastico e nel coefficiente di espansione termica: queste differenze tra il materiale della matrice metallica e le nano particelle disperse all'interno portano alla formazione di un'alta densità di dislocazioni nella matrice durante la deformazione plastica. La differenza di deformazione esistente all'interfaccia tra le nano particelle e la matrice agisce da ostacolo al movimento delle dislocazioni, risultando sia in aumentata resistenza che durezza[21][22]. Si mostra di seguito l'aumento dello sforzo di snervamento:

Dove 𝑉𝑝 e 𝑑𝑝 sono la frazione volumetrica e il diametro delle particelle disperse, ∆𝛼 è la differenza nei coefficienti di espansione termica tra matrice e nano rinforzo, ∆𝑇 è la differenza tra la temperatura di produzione e la temperadura di test, 𝛽 è una costante, 𝐺𝑚 è il modulo di taglio della matrice.
Per calcolare l'aumento totale dello sforzo di snervamento ottenuto tramite questi quattro fattori si utilizza il metodo della quadratura:
I principali contributi sono dati dalla differenza tra i moduli elastici e tra i coefficienti di espansione termica,  e dall'effetto di Orowan, specialmente quando il diametro delle particelle è inferiore ai 50 nm.
Si è notato anche che i cambiamenti di duttilità e dello sforzo di snervamento dipendono molto dal tipo di rinforzo. Quando si disperdono nano particelle metalliche si può ottenere un aumento della resistenza accompagnato però da una diminuzione della duttilità, mentre con un rinforzo ceramico si ottiene un minor aumento della resistenza rispetto a quello che si aveva con particelle metalliche. Nel caso di nanocompositi con matrici di magnesio si ha un aumento di duttilità con la dispersione di nano rinforzi ceramici; esso è associato al raffinamento del grano e all'attivazione di altri piani di scivolamento per le dislocazioni.
Il più largo aumento nella resistenza per il rinforzo metallico può essere attribuito alla miglior bagnabilità tra nano rinforzo metallico e matrice e a un effetto di indurimento dato da soluzione solida assente nel caso di nano rinforzi ceramici. La riduzione di duttilità per le nano particelle metalliche può essere attribuita alla presenza simultanea di cluster metallici più duri di nano particelle disperse e di fasi intermetalliche fragili nella matrice, date dalla reazione nanofase-matrice, che portano a fenomeni di incompatibilità e agiscono da siti di nascita di potenziali cricche sotto stress a trazione.
Dato che in questi nanocompositi sono disperse delle concentrazioni veramente basse di rinforzo, si attende un contributo molto basso dall'effetto di trasferimento degli sforzi e anche che le altre proprietà come la tenacità, la duttilità o l'assorbimento di energia non vengano intaccate.
Si sono misurati in questi nanocompositi anche aumenti di durezza delle matrici metalliche; essi possono essere associati principalmente alla dispersione di nano rinforzi più duri all'interno e alla più alta limitazione delle deformazioni nella matrice dovuta alla presenza della fase più dura all'interno.
Risultati molto variabili sono ottenibili con l'utilizzo di svariati sistemi matrice metallica – fase dispersa permettendo un largo campo di movimento e progettazione. Dispersioni di SiC in matrici duttili di alluminio aumentano notevolmente il modulo elastico, nanocompositi di Al / Pb permettono di ottenere bassi coefficienti di frizione, sistemi composti come ad esempio α-Fe /  Fe23C6 / Fe3B danno nanocompositi con tre fasi esistenti nell'intervallo nanometrico con grande valori di durezza (circa ≥ 16 GPa). Questa lega di ferro multicomponente (Fe0.8Cr0.2)79B17W2C2 possiede una velocità critica di raffreddamento che permette la formazione di un vetro metallico amorfo. Il precursore amorfo è successivamente scaldato sopra la sua temperatura di ricristallizzazione ed è devetrificato nella microstruttura trifasica α-Fe cubica- Fe23C6 cubica-Fe3B tetragonale. Dato che la trasformazione allo stato solido avviene a bassa temperatura, la diffusione è limitata e dato che il vetro è termodinamicamente instabile (driving force è molto alta), si ha un'alta velocità di cristallizzazione, e la formazione finale di una microstruttura nanometrica e multifase. L'aumento enorme di durezza è associato alla riduzione della microstruttura nella nanoscala e alla supersaturazione nel ferro dei metalli di transizione legati (Cr e W) sopra il loro limite di equilibrio di solubilità. Questa categoria è molto interessante dato che si intravede un possibile metodo di sintesi per materiali molto duri e economici, come sostituti dei metalli duri basati sul cobalto, che sono invece molto costosi.
Di seguito nella tabella sono riportati altri esempi di materiali nanocompositi a matrice metallica e le rispettive proprietà.
| Matrice/Rinforzo | Proprietà del materiale migliorata                                                           |
| Ag/Au            | Miglioramento delle prestazioni in attività di natura catalitica.                            |
| Al/AlN           | Miglioramento della resistenza alla compressione e riduzione della velocità di deformazione. |
| Al/SiC           | Miglioramento della durezza e aumento del modulo elastico.                                   |

### Preparazione-Produzione
La produzione di questi nanocompositi si svolge o per via liquida (liquid based processing) o per via solida (solid based processing). I processi per via liquida permettono di mischiare il rinforzo con il metallo allo stato liquido in un crogiolo. Durante questa fase del processo vengono utilizzati molti metodi per omogeneizzare la dispersione di nano particelle, come agitazione meccanica del fuso e impulsi di ultrasuoni. Il più grande problema durante questi processi liquidi è che le nano particelle disperse formano cluster per colpa della loro alta energia superficiale; si perde di conseguenza la possibilità di essere omogeneamente disperse all'interno della matrice e, quindi, la capacità di portare il corretto miglioramento di proprietà. Un'alta viscosità è inoltre generata nel metallo fuso a causa dell'elevato rapporto superficie-volume delle particelle ceramiche nanometriche che limita la possibilità di disperdere frazioni di nano particelle maggiori tipicamente del 2-3%. La densità delle nanoparticelle non gioca un ruolo importante nel processo di produzione di nanocompositi. Tali particelle infatti galleggiano sulla superficie del bagno fuso anche se la loro densità è relativamente più elevata di quella della matrice liquida. La questione è stata infatti di fondamentale importanza in materiali compositi rinforzati con particelle di dimensioni attorno al micron, ma in materiali nanorinforzati, effetti come quelli indotti da un grande tensione superficiale svolgono un ruolo molto più importante.
I metodi basati su processi su via solida comprendono la miscelazione delle polveri metalliche e dei nano rinforzi nelle volute concentrazioni con miscelamento semplice o meccanico. Per disperdere le nano particelle sono utilizzati miscelatori ad alta velocità o miscelatori con all'interno corpi macinanti. Successivamente le miscele di polveri ottenuti sono pressate per formare il crudo e poi sinterizzate.
Altri problemi nella produzione di questi materiali consistono nella bassa bagnabilità della fase rinforzante ceramica dal metallo fuso e nella formazione di fasi intermetalliche nel caso di nano dispersioni metalliche in matrici metalliche.

## Nanocompositi a matrice polimerica

### Introduzione
L'ultima classe analizzata sono i nanocompositi polimerici, essi hanno la caratteristica comune di presentare una matrice polimerica che può essere termoplastica o termoindurente, mentre possono essere divisi considerando la geometria del rinforzo. La prima classe ha il rinforzo con tutte e tre le dimensioni nella nanoscala (silice sferica, particelle metalliche); le particelle sono chiamate isodimensionali e si hanno i nanocompositi nanoparticellari. La seconda categoria comprende nano rinforzi come whiskers o nanotubi (nanotubi di carbonio o whiskers di cellulosa); le dimensioni della carica nella nanoscala sono due e si hanno delle strutture allungate. La terza categoria è caratterizzata da carica presentante una sola dimensione nell'intervallo nanometrico; si hanno i cosiddetti“sheets”(piattelli) che hanno spessori nella nanoscala ma lunghezze di qualche migliaio di nanometri. Le cariche comprese in questa categoria sono ad esempio grafite, argille, piattelli di silicati (montmorillonite, hectorite, saponite); si ha la formazione dei “nanocompositi stratificati” (polymer layered nano composite) ottenuti dall'intercalazione delle catene polimeriche nella struttura delle nano particelle di rinforzo. L'aggiunta di nanocariche nella matrice polimerica provoca significativi miglioramenti nelle proprietà. Questi incrementi sono regolati da una grande moltitudine di fattori, come ad esempio dalla morfologia e dalla taglia della nanostruttura, dalla funzionalizzazione superficiale, dal grado di dispersione nella matrice polimerica, e dalla densità di reticolazione del polimero della matrice.  Si possono ottenere buoni incrementi di proprietà anche a basse percentuali disperse, ed è così possibile mantenere per i nanocompositi polimerici la facilità di produzione caratteristica dei polimeri. Oltre ovviamente alle proprietà meccaniche si è rivolta l'attenzione anche all'ingegnerizzazione di proprietà elettriche e magnetiche, di permeabilità, di stabilità termica.

### Microstruttura - caratteristiche generali
La dispersione di nano cariche all'interno di matrici plastiche ha una profonda influenza sulla struttura interna del materiale. Quando un processo di cristallizzazione avviene in spazi confinati si hanno modificazioni sia della velocità di cristallizzazione che sul grado di cristallinità; la dispersione di nanoparticelle alla nanoscala agisce sia da centri di nucleazione, promuovendo la formazione dei sferuliti, che da “barriere”, limitando la velocità di diffusione delle catene (l'aumento di viscosità limita la velocità di cristallizzazione. Un altro effetto riscontrato è la variazione della temperatura di transizione vetrosa; sono state riscontrate sia diminuzioni che aumenti della Tg dipendenti dalle interazioni tra la matrice e le particelle (solitamente si osserva la bagnabilità superficiale della fase dispersa). Per esempio, una bassa bagnabilità delle nanoparticelle da parte della matrice, porta alla formazione di volume libero all'interfaccia matrice-particella, con un seguente abbassamento della Tg. Nei nanocompositi, che mostrano invece un aumento della temperatura di transizione vetrosa, si verifica probabilmente un attaccamento delle catene polimeriche alla superficie delle nano particelle. Un'altra considerazione è necessaria per i polimeri cross-linkati (termoindurenti), dove la presenza della nano-carica può portare a un cambio della densità di cross-linking. Questo effetto è dovuto o a interazioni preferenziali dell'agente reticolante con la superficie della nano particella, o all'interruzione del reticolo per effetti di confinamento della reazione di reticolazione dati dalla nano carica. Altri effetti simili ai precedenti sono per esempio la distruzione di impaccamenti di catene ordinate (studiato nelle proprietà a barriera), o gli effetti ottenuti sull'area superficiale di polimeri per applicazioni fotovoltaiche o catalitiche.

### Nanocompositi con carica a nanopiattelli

#### Nanocompositi con nanopiattelli di silicati
La categoria di nanocompositi maggiormente studiata negli ultimi anni è quella che utilizza silicati lamellari come rinforzo (PLS, polymer layered silicate). Basata su argille e silicati stratificati (phyllosilicati) è stata largamente studiata per l'elevata disponibilità del materiale base di partenza e per la buona conoscenza della chimica del processo di intercalazione. Ad questa classe di nanocompositi infatti corrisponde un numero molto alto di pubblicazioni scientifiche. Due particolari caratteristiche sono trainanti per la classe dei PLS: l'abilità dei piattelli di silicato di disperdersi individualmente nella matrice, e la possibilità di andare a variare con precisione la chimica superficiale attraverso reazioni di scambio ionico.  Nella classe dei PLS le strutture chiamate 2 : 1 phyllosilicati sono le maggiormente utilizzate, e tra queste spiccano i piattelli di montmorillonite (MMT). Questi phyllosilicati sono dei piattelli formati da uno strato interno ottaedrico compreso tra due strati di silice in configurazione tetraedrica. Lo strato interno può essere pensato come un foglio di ossido di alluminio dove una parte degli atomi di alluminio sono stati sostituiti da atomi con una valenza minore, ad esempio atomi di magnesio; la differenza tra la valenza di alluminio e di magnesio crea una carica negativa distribuita all'interno dei piani (capacità di scambio cationica CEC) che è bilanciata da relativi controioni, tipicamente ioni sodio, distribuiti all'interno delle gallerie tra i piattelli.
Allo stato naturale, i piattelli sono impacchettati come un mazzo di carte, ma l'idratazione degli ioni sodio causa l'espansione delle gallerie e un susseguente rigonfiamento dell'argilla. Con la sostituzione degli ioni sodio con ioni ammonio si può ottenere una argilla organica, e andando a funzionalizzare lo ione ammonio con delle catene di idrocarburi si aumentano le sue caratteristiche da surfrattante (natura amfifilica); senza questa funzionalizzazione la miscelazione fisica del polimero e del silicato a strati non darebbero dei nanopolimeri. Questi cationi aggiunti forniscono dei gruppi funzionali che possono durante la formazione del nanocomposito, o interagire con la matrice polimerica, o dare inizio alla polimerizzazione dei monomeri, portando un aumento della forza all'interfaccia tra il componente inorganico e la matrice polimerica. Lo spessore dei piattelli è di circa 0,94 nm, mentre la distanza tra i piattelli va da 0,96 nm per l'argilla secca con ioni sodio nelle gallerie, a valori sempre maggiori cambiando i controioni compresi tra i piattelli. Mentre lo spessore dei piattelli è ben definito, le dimensioni laterali sono variabili con i valori più frequenti attorno ai 100-200 nm. I rapporti di aspetto sono compresi tra 10-1000 e l'area superficiale è nell'intervallo di 750 m2/g; in ogni caso dopo le fasi di mescolamento ad alti sforzi i rapporti si abbassano a circa 30-300. La ragione principale dei notevoli miglioramenti di proprietà meccaniche osservati nei PLS è nella maggior forza dell'interazione interfacciale tra la matrice e il silicato, comparata con quella dei convenzionali sistemi di rinforzo, nella loro struttura lamellare, e nel loro alto rapporto d'aspetto.

##### Microstruttura
La formazione di questi nanocompositi con carica a forma di piattelli, processo chiamato esfoliazione, ha come ultimo scopo quello di ottenere l'esfoliazione dei piattelli di argilla, ovvero la separazione e la dispersione dei piattelli nella matrice polimerica. Questa morfologia desiderata non si ottiene mai completamente ma si raggiungono dei determinati gradi di dispersione. I PLS possono essere divisi quindi in base al grado di dispersione dei piattelli:
1. Immiscibili (micro composito convenzionale): il polimero non riesce a penetrare tra i piattelli silicati, si ottiene un composito con le fasi separate e con proprietà che sono simili a quelle dei micro compositi convenzionali; la bassa interazione fisica tra i componenti organici e inorganici porta a basse proprietà meccaniche e termiche.
2. Intercalato: una singola catena estesa di polimero può penetrare tra i piattelli producendo una struttura multistrato ben alternata con strati polimerici e strati di silicati inorganici.
3. Esfoliato: gli strati silicati sono completamente e uniformemente dispersi nella matrice continua polimerica dando una struttura esfoliata e delaminata; qui la dispersione uniforme costruisce un accoppiamento interfacciale tra singoli piattelli e matrice polimerica facilitando ad esempio il trasferimento di stress alla fase rinforzante. Si ottiene quindi una riduzione di difetti e di punti deboli rispetto a un composito convenzionale

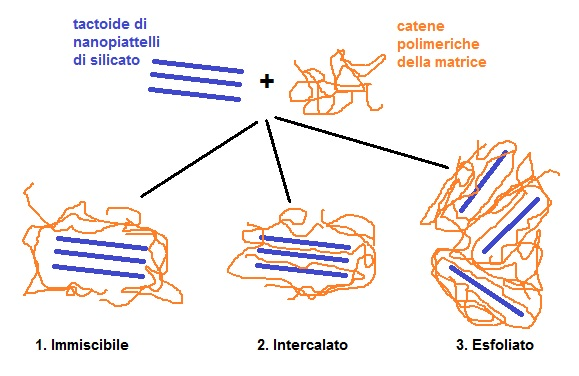
rappresentazione nanocomposito polimerico; si mostrano le tre categorie ottenibili in base al grado di esfoliazione finale

Nella tipologia “immiscibile” i piattelli sono raccolti in aggregati chiamati “tactoidi” e non si ha la separazione desiderata. La dispersione ottenuta è praticamente simile alla polvere di argilla di partenza. Un metodo per analizzare il grado di esfoliazione ottenuto è quello di osservare la posizione del picco ottenuto con i raggi X; per il caso “immiscibile” esso sarà nella stessa posizione che aveva nello spettro raccolto per la polvere iniziale, mentre per il caso di completa esfoliazione non si registra nessun picco dato che non c'è una spaziatura regolare tra i piattelli. Nel caso “intercalato” si registra uno spostamento del picco; solitamente la presenza del picco nello spettro significa che non si ha avuto un processo di esfoliazione.
Quando si riesce ad ottenere la completa esfoliazione della dispersione di nano piattelli, la microstruttura, che si presenta solitamente a bassi livelli di carica e in assenza di lavorazioni capaci di orientare la nanocarica, è caratterizzata da un'orientazione casuale dei piattelli, sia essi siano caratterizzati da alti o bassi rapporti d'aspetto. Quello che è interessante notare è che i piattelli con più alti rapporti d'aspetto possono mostrare un alto grado di curvatura.

##### Preparazione - produzione
Il processo produttivo ha come scopo finale dunque la separazione totale dei singoli nano piattelli e la loro dispersione nella matrice polimerica. Per raggiungere questo obiettivo finale è necessario però inizialmente far penetrare le catene polimeriche nelle gallerie presenti tra i vari piattelli aggregati. Nel caso di tactoidi dati da silicati, il fenomeno dell'intercalazione del polimero all'interno degli strati si può ottenere in vari modi; per esempio si può eseguire una polimerizzazione intercalata in situ tra i piatteli. Questa comprende un rigonfiamento del silicato a strati con la penetrazione del monomero liquido all'interno, e una successiva polimerizzazione eseguita o con calore, radiazione o con la diffusione di un iniziatore. Un altro metodo è quello di sciogliere sia il polimero che il silicato in un adeguato solvente portando al rigonfiamento e all'allontanamento dei piattelli, successivamente facendo evaporare il solvente, i sandwich di silicati si ristringono intrappolando il polimero all'interno. Un'altra via è quella di mescolare i silicati e la matrice polimerica allo stato fuso. Le matrici termoplastiche sono mescolate con i silicati tramite metodi convenzionali in estrusori e in stampaggio a iniezione ad elevate temperature (questo è uno dei metodi più popolari per preparare nanocompositi polimerici termoplastici). La viscoelasticità di un fuso polimerico può essere relazionata alla flessibilità delle molecole polimeriche e alle giunzioni presenti tra di esse. Aggiungendo della carica al fuso polimerico o alla soluzione polimerica si cambia la sua reologia, influenzando sia il processo produttivo che le proprietà finali. Fattori chiave sono ad esempio forma e dimensioni del rinforzo, la sua concentrazione, e l'estensione delle interazioni tra le particelle disperse. L'obiettivo finale solitamente per questi nanocompositi, come già accennato,  è però ottenere un'esfoliazione finale, dato che questa permette una maggior omogeneità nella struttura e un maggior aumento di proprietà. Dunque è una sfida tecnologica ottenere la massima esfoliazione. Giungere a questo traguardo è molto complicato per le grandi dimensioni laterali dei piattelli, per la forte tendenza dei piattelli ad agglomerarsi, per le forze viscose della resina e le forze elettrostatiche attrattive e di VdW tra i piattelli, tutti fattori che lavorano contro l'esfoliazione. Queste forze elettrostatiche attrattive sono maggiori tra i piattelli interni dei tactoidi rispetto a quelli esterni; infatti la separazione dei vari strati inizia da quelli più superficiali. Altri fattori che controllano il grado di esfoliazione finale del materiale sono: velocità di polimerizzazione intra e extra le gallerie, variazioni della temperatura nei processi di cura (matrici termoindurenti).

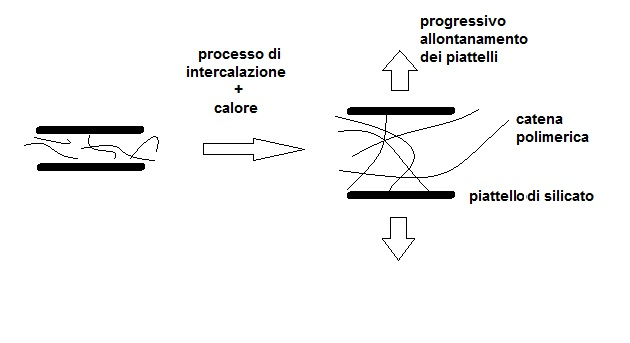
processo di intercalazione e successiva esfoliazione di più catene polimeriche tra due piattelli di phyllosilicato durante la preparazione di un nanocomposito polimerico

Mettere delle catene polimeriche nello spazio ristretto delle gallerie comporta una pesante penalizzazione entropica; è quindi presumibile che tale processo sia fortemente aiutato da un'attrazione energetica tra il polimero e l'argilla organica. Le particelle di questa tipologia di argilla sono di circa 8 µm e consistono in aggregati di piattelli; le sollecitazioni durante il mescolamento del fuso possono rompere gli aggregati e renderli di dimensioni minori, ma c'è un limite alla dispersione ottenibile per via meccanica. Se tra la matrice polimerica e l'argilla è presente qualche affinità, concedendo abbastanza tempo alla miscela, si può verificare un processo di progressiva separazione degli strati dei tactoidi, partendo da quelli più esterni verso il centro. Sebbene anche l'estrusore e la configurazione della vite hanno una certa importanza, è chiaro che una buona esfoliazione è ottenibile solo nel caso nel quale ci sia una discreta affinità termodinamica tra la matrice e il materiale argilloso. Questa affinità è influenzata in maniera significativa dall'ottimizzazione della struttura del surfrattante utilizzato per formare l'argilla organica, e anche della struttura dell'argilla stessa; si va a variare per esempio la carica superficiale del nano piattello di argilla, la quale influenza la densità di molecole di surfrattante sulla superficie dello strato silicato.  Usualmente i migliori gradi di esfoliazione si ottengono con catene polimeriche polari per l'instaurarsi di interazioni attrattive con gli strati di silicato, mentre per avere dei buoni risultati anche con catene apolari, per esempio con le poliolefine, è necessario l'utilizzo di “compatibilizzanti” o copolimeri con innesti polari per aumentare la bassa affinità matrice-dispersione. In ogni caso l'esfoliazione non è mai completa e si possono osservare particelle formate da due o tre piattelli leggermente inclinate tra loro. I nanocompositi formati da poliolefine o polistireni, o altri matrici che portano a bassi gradi di esfoliazione, rivelano particelle sia più larghe che più lunghe dei singoli piattelli di argilla. Come si aumenta l'affinità matrice-argilla organica con l'addizione di compatibilizzanti, o aumentando il contenuto di copolimero polare, le particelle argillose non solo diventano più fine ma anche più corte (meno piattelli nella “pila”). Generalmente lo spessore delle particelle diminuisce più velocemente della lunghezza in modo da aumentare così il rapporto d'aspetto e quindi portare di solito un miglioramento di performance (collegato all'aumentato rapporto d'aspetto). Inoltre c'è il problema relativo al processo di curing per i polimeri termoindurenti dovuto alla presenza dei piattelli d'argilla. Differentemente da quelli termoplastici, i termoindurenti sono formati da almeno due componenti reagenti. Essi hanno differente affinità rispetto alla superficie del rinforzo, dovuta a proprietà chimiche e topologiche tra carica e matrice. Perciò questo sbilanciamento dal rapporto stechiometrico tra i reagenti nella vicinanza dell'interfaccia, durante la reazione, può portare a differenti proprietà in questa zona, come ad esempio una differente densità di cross - linking. Per avere il massimo vantaggio dato dalla dispersione di piattelli e, per sfruttare gli effetti o di rinforzo o di tortuosità, è necessario che questi siano:
- Orientati nella giusta direzione: nel caso dell'injection molding ad esempio si è visto che il grado di orientazione dei piattelli è una funzione della profondità alla quale essi si trovano; maggiormente si scende verso il centro, sempre minori diventano gli stress di taglio risentiti dai piattelli, e così cala il loro grado di orientazione[31].
- Non siano ne arricciati ne curvati: si è visto infatti che piattelli monostrato hanno un buon grado di flessibilità dovuto probabilmente al cambiamento degli angoli di legame Si-O-Si nel piano tetraedrico di silicato[31].

Bisogna porre attenzione infine al fatto che le nano argille hanno dei gruppi terminali ossidrili ai bordi. Dunque è possibile che ci sia un'interazione bordo-bordo tra i silicati che porta alla formazione di strutture flocculate ad alti contenuti di argille (circa 2% in peso).

##### Proprietà
I nanocompositi polimerici con silicati stratificati hanno attratto grande interesse per le loro proprietà largamente migliorate rispetto ai polimeri puri e ai compositi convenzionali (micro- e macrocompositi). Si ripetono ora le due particolari caratteristiche generalmente considerate trainanti per questa categoria di materiali:
- La capacità delle particelle di silicati di disperdersi come piattelli individuali nella matrice polimerica.
- La capacità di regolare efficacemente la loro chimica superficiale attraverso reazioni di scambio tra cationi organici e inorganici.

Questi miglioramenti di proprietà comprendono modulo elastico, resistenza a trazione, resistenza al calore, minor infiammabilità, aumentate proprietà a barriera e biodegradabilità, e sono ottenuti solitamente con una piccola aggiunta di nano piattelli (circa ≤ 5%). Importanti fattori che possono influenzare le proprietà fisiche e meccaniche dei PLS includono tipo di nano piattelli, agenti intercalanti, livello di caricamento della carica, e processo. Un parametro molto importante nella variazione di proprietà è dato certamente dal rapporto d'aspetto dei nanopiattelli.

###### Proprietà meccaniche
Uno dei motivi maggiori dell'aggiunta di carica ai polimeri è il tentativo di aumentarne la rigidezza o la resistenza attraverso dei meccanismi di rinforzo. Piattelli di argilla propriamente dispersi e allineati portano un significativo aumento di rigidezza, sia per matrici termoplastiche che termoindurenti. Considerando la struttura dei nano piattelli, ci si aspetta che i piattelli con i più alti rapporti d'aspetto siano maggiormente efficaci nell'aumento di proprietà meccaniche, dato che presenterebbero la maggior area superficiale. Osservando ad esempio il caso di un nanocomposito di matrice di nylon 6 con dispersione di nanopiattelli di silicato, si nota come l'aumento del modulo elastico è messo in relazione sia con la lunghezza media dei piattelli, e quindi con il loro rapporto d'aspetto, che con il grado di esfoliazione ottenuto. In questo caso di nanocomposito si ha una forte interazione tra la matrice e il silicato per la formazione di legami idrogeno. Paragonando successivamente i risultati raggiunti con il nanocomposito a quelli ottenibili con l'utilizzo di una dispersione di fibre di vetro, si registra che questi miglioramenti sono molto maggiori. Dunque, dato che il nanocomposito porta maggiori miglioramenti per minor carica dispersa, ha un vantaggio di peso rispetto al composito convenzionale. Oltretutto la finitura superficiale del nanocomposito è molto migliore di quella del composito con le fibre di vetro, dovuto alla differenza di dimensioni tra la nano carica dispersa e le fibre di vetro (con diametri di circa 15 µm). Molto probabilmente il maggior aumento del modulo elastico, ottenuto nel caso della nano carica di MMT rispetto alle fibre di vetro, può essere associato anche al fatto che il piattello di MMT ha un modulo elastico molto maggiore rispetto alla GF. L'aggiunta di carica solitamente aumenta anche la resistenza oltre che la rigidezza. Una questione della massima importanza è il livello di adesione della carica con la matrice. Nei nanocompositi basati su matrici termoplastiche la natura di queste interazioni all'interfaccia tra matrice e carica influenza fortemente lo stress a frattura del materiale. Si verificano infatti grandi differenze tra aumenti di proprietà meccaniche nel caso di polimeri polari, che mostrano i maggiori miglioramenti con un rafforzamento all'interfaccia matrice-rinforzo, e apolari, dove la mancanza di adesione e interazione all'interfaccia portano a bassi incrementi. Solitamente in accoppiamenti matrice apolare con carica polare si usano degli aggraffanti come l'anidride maleica. In matrici termoindurenti, il trasferimento degli stress dipende anch'esso dall'interazioni all'interfaccia tra carica e matrice, le quali a sua volta influiscono sul tipo di legame tra il precursore polimerico e l'indurente (i due componenti della matrice termoindurente). L'aggiunta di carica ha l'ulteriore effetto di portare a una diminuzione di duttilità del materiale polimerico, con un seguente abbassamento della deformazione a frattura, dato che la presenza di un rinforzo rigido usualmente riduce la flessibilità delle catene della matrice polimerica. Di solito al decremento di queste proprietà si verifica anche una diminuzione della resistenza ad impatto, ma per i nanocompositi a volte si verificano delle eccezioni; la riduzione della duttilità si è visto essere maggiormente gravosa per matrice polimeriche sotto la loro transizione vetrosa, mentre l'addizione di argilla per matrici sopra la Tg non è poi così drammatica. In certi casi di matrici cross-linkate, come le matrici epossidiche con caratteristiche elastomeriche (bassa densità di cross-linking e aggiunta di gomme tenacizzanti), la dispersione di nano piattelli ha portato a un aumento dell'elongazione a frattura; questo è visibile sia per nanocompositi intercalati che per quelli esfoliati, ma è nel caso di questi ultimi che si hanno i cambiamenti maggiori. Questo è dovuto probabilmente alla formazione di catene non cross-linkate e alla nascita di effetti conformazionali all'interfaccia argilla-polimero, che portano a un aumento di plasticità. Si possono produrre materiali elastomerici con maggiori moduli elastici, maggiore sforzo a rottura, e deformazione a rottura. In ogni caso, quando il contenuto di carica cresce troppo, le proprietà meccaniche tendono a valori più bassi, persino più bassi di quelli delle matrici senza rinforzo; questo fatto è dovuto di solito alla formazione di aggregati non esfoliati che rendono il materiale plastico, ad esempio, più fragile. Altri fattori che regolano la duttilità e la resistenza sono, a parità di quantità di carica dispersa, il rapporto d'aspetto della carica e l'agente intercalante. Infine si osserva l'effetto dei piattelli sulla tenacità a frattura; solitamente l'aumento di resistenza e rigidezza è accompagnato da una diminuzione di tenacità a frattura. L'enorme area superficiale dei nano piattelli interagisce e vincola a livello molecolare il materiale circostante della matrice, limitando la sua abilità di avere deformazione plastica. In matrici termoindurenti la propagazione della cricca è fortemente influenzata solo da piattelli con un alto rapporto d'aspetto; qui la frattura sembra crescere all'interfaccia tra le due fasi suggerendo una minor forza adesiva rispetto a quella coesiva. A bassi rapporti d'aspetto della nano carica il crack si propaga come se non ci fosse nessuna dispersione all'interno, ma quando il rapporto d'aspetto diviene maggiore, il crack comincia ad interagire con i nano piattelli causando la biforcazione e la deflessione del crack.
È dimostrato che la piccolezza dei singoli nano strati di argilla rende certi meccanismi di tenacizzazione inefficienti, tra i quali il fenomeno di bridging, la deflessione del crack, lo smussamento della punta di cricca, che di solito avvengono nel processo di frattura. La presenza delle argille disperse serve solo ad aggravare la modalità di rottura fragile della matrice. In nanocompositi polimero/argilla un fenomeno chiave per aumenti di tenacità è quello del debonding all'interfaccia polimero/argilla, in modo da permettere larghi cedimenti del materiale della matrice. Ma la forte interazione all'interfaccia, generalmente limita il debonding, e non permette alla matrice di rilassare gli sforzi. Per evitare questo decremento di tenacità, sono stati sviluppati nanocompositi ternari, dove si è variata la struttura della matrice andando ad aggiungere un terzo elemento tenacizzante. Questo terzo elemento può creare un altro network di catene interpenetrante rispetto a quello base della matrice, come si è fatto per matrici epossidiche termoindurenti, oppure disperdersi nella matrice sotto forma di sfere. Nel secondo caso l'agente tenacizzante è un elastomero modificato (in sistemi blend polimero/gomma il fenomeno tenacizzante è dato dalla cavitazione delle particelle di gomma), e il sistema polimero/argilla/gomma mostra sia aumenti dell'energia assorbita che diminuzione della temperatura di transizione duttile-fragile (aumento di caratteristiche plastiche). Le modalità di frattura e la microstruttura presentata dipendono fortemente tra le relazioni della matrice nano rinforzi e dall'interazione tra i due tipi di carica (argilla e elastomero). In questi sistemi si ottiene quindi un importante aumento della tenacità a frattura. Si verifica un fenomeno di cavitazione delle particelle di elastomero che rilassa lo stress della matrice alla punta della cricca, con la formazione di smagliature (“croids”) simili alle craze (anche se le smagliature formate hanno meno fibrille di materiale all'interno), date da schiere lineari di vuoti cresciuti nella matrice. Il cedimento della matrice e lo stiramento delle particelle di gomma sono largamente facilitati nella regione della punta della cricca, ed essi rappresentano i principali metodi di tenacizzazione del nanocomposito. Con l'aumento della quantità di nano piattelli si riduce la zona di deformazione plastica, e quindi si riduce la tenacità. Occasionalmente si osservano anche fenomeni di delaminazione dei strati di argilla, ma sono meccanismi secondari che hanno minor importanza.

###### Proprietà termiche - Stabilità dimensionale
Si analizzano di seguito le proprietà termiche dei nanocompositi polimerici. Un effetto ottenuto in seguito alla dispersione di nano piattelli è l'aumento di stabilità dimensionale. L'alto coefficiente di espansione termica delle plastiche causa cambiamenti dimensionali, sia durante lo stampaggio che a grandi variazioni della temperatura ambiente, che sono indesiderati o inaccettabili per certe applicazioni. Quando una carica con un alto rapporto di aspetto, come i piattelli, viene aggiunta e orientata in una specifica direzione, gli effetti di stabilizzazione dimensionale ottenuti sono molto diversi rispetto alle tre direzioni spaziali. I piattelli hanno solitamente un alto modulo elastico e un basso coefficiente di dilatazione termica rispetto alla matrice polimerica. Come la temperatura del composito cambia, la matrice cerca di espandersi o contrarsi, ma la carica si oppone al cambiamento creando stress opposti tra le due fasi. Se correttamente orientati, i piattelli possono produrre questi stress in due direzioni; a volte si verifica un effetto di aumento del coefficiente di dilatazione termica della matrice polimerica nella direzione normale al piano nel quale sono orientati i piattelli. Ottima carica per ridurre l'espansione termica delle plastiche si è verificata essere i piattelli di montmorillonite. Si possono anche ottenere variazioni della Tg; nel caso di nano piattelli il contributo dato dal fattore del rapporto d'aspetto è molto limitato a bassi livelli di caricamento, mentre è molto significativo il ruolo dell'agente intercalante utilizzato. L'incorporazione di un agente intercalante, che modifica la superficie della carica, può avere un importante effetto poiché esso partecipa al processo di curing della matrice epossidica.

###### Biodegradabilità
Interessanti aumenti della biodegradabilità si ottengono nel campo dei polimeri biodegradabili, in seguito alla formazione di nanocompositi con argille organiche. I poliesteri alifatici sono tra i più promettenti materiali per la produzione di plastiche biodegradabili; questo è dovuto al fatto che ci sono determinati batteri che le degradano producendo enzimi che attaccano il polimero. Prendendo come esempio il processo di degrado dell'acido polilattico (PLA), esso si divide in quattro fasi: assorbimento d'acqua, scissione degli esteri e formazione di frammenti di catene corte, diffusione e allontanamento delle catene, e finale attacco dei frammenti solubili da parte dei batteri. La biodegradabilità di questo polimero è significativamente aumentata dopo l'incorporazione di piattelli di montmorillonite; la perdita di peso percentuale è simile tra nanocomposito e polimero puro per il primo mese ma poi si ha un repentino cambiamento. La causa di questo comportamento è attribuita alla presenza di gruppi terminali ossidrile sui bordi dei piattelli di silicato; essi promuovono l'inizio dell'idrolisi eterogenea della matrice di acido polilattico dopo l'assorbimento dell'acqua dall'ambiente esterno. Tale processo richiede del tempo, ed è per questo che il cambio di comportamento, rispetto al polimero singolo, è riscontrato appena dopo un mese di analisi.
Le argille organiche in questo processo possono avere un ruolo da catalizzatore nel meccanismo di biodegradazione, aumentando la velocità di decomposizione nel compost. La dispersione dei piattelli all'interno della matrice, promuove sia la formazione di crack che permettono di aumentare l'area superficiale per futuri attacchi dall'ambiente, sia la crescita microbiotica superficiale.

###### Proprietà a barriera
Osservando successivamente le proprietà a barriera, si vede come queste possono essere significativamente alterate dall'inclusione di particelle inorganiche; i nano piattelli devono avere rapporti di aspetto sufficientemente alti per alterare il cammino di diffusione delle molecole penetranti. Si promuove la formazione di un percorso tortuoso, come un labirinto. La riduzione di permeabilità cresce in base all'aumento di questo cammino di diffusione che le molecole penetranti devono fare per la presenza dei rinforzi. Per le applicazioni in ambito industriale, l'utilizzo di nano carica è determinante dato che permette di avere maggiori proprietà a barriera nonostante si mantengano la trasparenza e la superficie liscia nei film sottili utilizzati per l'imballaggio (fattori critici per il campo di packaging alimentare).

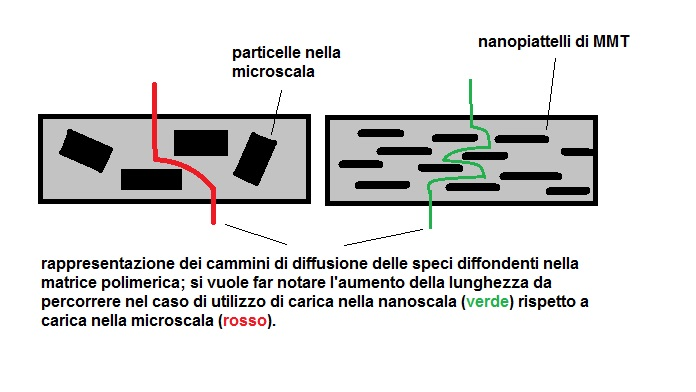

Il polimero maggiormente investigato è il PET, e in nanocompositi completamente esfoliati si raggiungono addirittura riduzioni della permeabilità di ossigeno di circa 10 volte con una dispersione di carica di meno del 5%. Anche se la maggior parte delle ricerche riguardano barriere formate da matrici polimeriche con basse percentuali di piattelli dispersi all'interno, una tecnica nuova, parte invece dalla formazione di una struttura di piattelli autoportante, infiltrata poi da una miscela a base di resina epossidica, e in conclusione si esegue il processo di polimerizzazione della resina (reticolazione).

###### Resistenza alla fiamma
L'aumentata resistenza alla fiamma è un importante proprietà variabile con le dispersione di nano piattelli nelle matrici polimeriche. Questo aumento di resistenza è dovuto alla formazione di una superficie stabile di carbone e nano piattelli durante la combustione della matrice, che agisce da barriera a trasporti di massa e energia. Questa superficie esibisce caratteristiche analoghe ai ricoprimenti intumescenti; si ha la formazione di una  “char” che assicura protezione all'interno del campione, prevenendo la continua rigenerazione superficiale di combustibile per continuare il processo di combustione. Si ha infatti una diminuzione della permeabilità che limita la diffusione dei prodotti volatili dati dalla decomposizione termica della matrice. L'effetto dominante è quello di ridurre il massimo della velocità di rilascio del calore, mentre rimane costante il rilascio totale di calore. La rilevanza di ridurre il massimo delle velocità di rilascio di calore è di minimizzare la propagazione della fiamma nelle aree adiacenti nell'intorno del materiale infiammato.

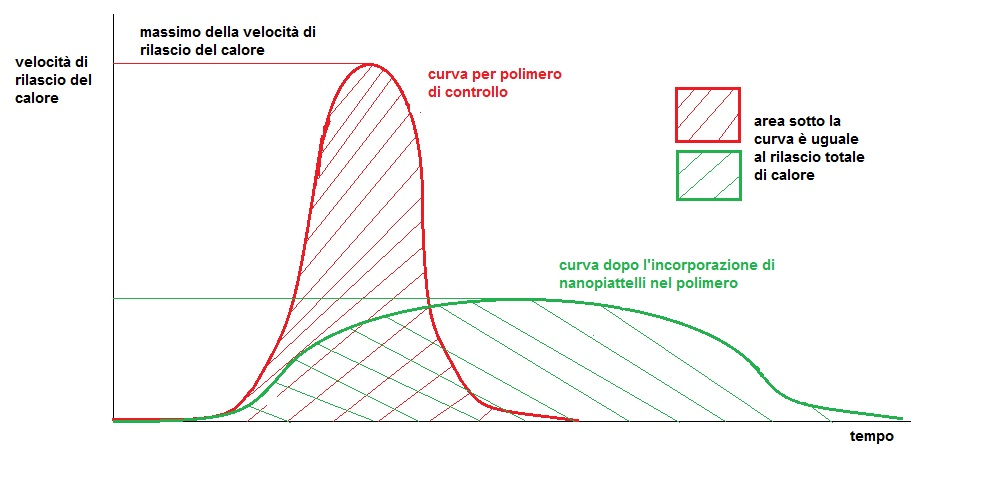
rappresentazione di un heat release test per matrice polimerica pura e per la matrice con una nanodispersione di piattelli all'interno

Questo comportamento, la riduzione del picco nella velocità di rilascio del calore e praticamente nessuna diminuzione nel totale del calore rilasciato, è tipico per tutti i sistemi di polimeri. Le caratteristiche della superficie durante e dopo combustione forzata mostrano che una ricopritura incompleta porta a una resistenza alla fiamma minore; essa può essere dovuta a una bassa concentrazione, a un basso rapporto d'aspetto, a una brutta dispersione o a un effetto di aggregazione/agglomerazione della nano carica durante la combustione. È importante quindi ottenere la continuità del network di nano particelle superficiali per avere buone performance. Si nota poi che l'incorporazione di nano argille spesso risulta in una leggermente aumentata facilità di accensione del fuoco, presumibilmente per l'incremento di conduttività termica, ma in ogni caso, durante lo svolgersi della combustione, il rinforzo dato dallo strato di “char” permette la formazione della barriera termica stabile che impedisce la rigenerazione di polimero alla superficie, inibendo così il verificarsi di una rapida combustione.

#### Nanocompositi polimerici con nanolamine di grafite
Un'altra classe di nanocompositi compresi nei nanocompositi stratificati, è quella che usa come nanocarica la grafite. Le lamine di grafite con la loro struttura a strati di atomi di carbonio, vengono infatti utilizzate nella produzione di compositi intercalati. Con l'applicazione di un rapido riscaldamento molti dei compositi intercalati con grafite (GICs) espandono e si ha un importante aumento nel volume; si possono quindi ottenere compositi polimerici leggeri e conduttori.

##### Microstruttura - Preparazione - Produzione
Si analizzi inizialmente la struttura della grafite. Gli atomi di carbonio posizionati nei piani basali sono legati da forti legami covalenti mentre quelli appartenenti a piani differenti sono legati da forze di Van der Waals molto più deboli. Queste deboli forze interplanari permettono a certi atomi, molecole, o ioni di penetrare all'interno delle lamine di grafite aumentando quindi la distanza tra queste ultime. Dato che questi piattelli non presentano una carica netta, l'intercalazione della grafite non può essere effettuata con il processo di scambio cationico all'interno delle gallerie, come invece si faceva per i compositi con i piattelli di silicato.
I piattelli/strati possono essere separati fino a 1 nm di spessore formando nano piattelli di grafite con un alto rapporto di aspetto (200-1500) e un altissimo modulo elastico (fino a 1 TPa). Quando vengono dispersi in una matrice i nanopiattelli rivelano un'enorme area superficiale interfacciale (2630 m2/g) e giocano un ruolo chiave nell'aumento di entrambe le proprietà fisiche e meccaniche del risultante nanocomposito.

##### Proprietà
I nano piattelli di grafite utilizzati in questi nanocompositi hanno più bassi coefficienti di espansione termica e più basse resistività elettriche rispetto ad altri materiali basati sul carbonio (fibre di carbonio, nerofumo). Oltre a queste proprietà sono caratterizzati anche da avere un costo più basso. Paragonandoli poi rispetto ai nanocompositi con piattelli di argilla, la grafite avendo un'elevata rigidezza e ottima conducibilità elettrica e termica, permette di ottenere compositi con proprietà differenti, non ottenibili con l'altra categoria di nano cariche.

### Nanocompositi polimerici con whiskers e nano tubi
I nanocompositi polimerici con nano carica unidimensionale presentano una struttura data dalle catene polimeriche della matrice che interagiscono con elementi unidimensionali nano strutturati, che possono essere ad esempio nano tubi di carbonio a parete singola o parete multipla, nano fibre lunghe di polisaccaridi naturali, nanowhisker cristallini di cellulosa. Le proprietà del nanocomposito sono influenzate dal fatto che i diametri nanometrici dei nano rinforzi unidimensionali permettono delle interazioni particolari tra questi e le singole catene della matrice.

#### Nanocompositi polimerici con nano tubi di carbonio
I nano tubi di carbonio sono dei promettenti candidati per una larga varietà di applicazioni grazie alle loro incredibili proprietà meccaniche, termiche ed elettriche; essi posseggono alta conduttività elettrica e termica, un coefficiente negativo di espansione termica, un altissimo modulo elastico e una grande flessibilità. Disperdendoli all'interno di un nanocomposito si cerca di sfruttare le loro superiori proprietà meccaniche, ma anche il loro alto rapporto d'aspetto e l'alta area superficiale.
I nanocompositi polimerici hanno il vantaggio di una buona compatibilità tra catene organiche e nanotubi, e si ottengono modificazioni delle proprietà meccaniche, elettriche, e termiche della matrice.
Oltre ai nano tubi di carbonio a parete singola (SWNT), vengono utilizzati anche quelli chiamati multi-walled (MWNT), che presentano più nano tubi contenuti uno all'interno dell'altro, e quindi delle pareti multistrato. Anche quest'ultimi posseggono eccellenti combinazioni di proprietà elettriche, termiche e meccaniche, che li rendono delle ottime cariche per i polimeri, dato che la maggior parte delle plastiche non sono dei conduttori elettrici o mostrano conduttività molto bassa.
Una grande applicazione di queste cariche è proprio nei compositi polimerici conduttivi, dato che essi permettono di rimediare ai svantaggi delle cariche convenzionali (nerofumo, grafite, fibre di carbonio), come le basse proprietà meccaniche, e danno anche la possibilità di ottenere i livelli desiderati di percolazione a bassi livelli di caricamento.

##### Struttura-Produzione
Sono molti i fattori che devono essere controllati nella produzione di questi nanocompositi, come il contenuto di nano tubi, i loro allineamento, il loro grado di purezza, ma anche il contenuto di vuoti che va a formarsi nella matrice. I diametri dei nano tubi di carbonio (SWNT, MWNT) vanno da alcuni nm a alcune centinaia di nm, mentre la lunghezza è di solito nel range dei micron, e queste caratteristiche geometriche hanno un effetto considerevole sulle proprietà.
Molto importanti sono anche sia il grado di dispersione dei nano tubi all'interno della matrice, che il tipo di interazione tra le catene polimeriche e quest'ultimi. Questi due parametri hanno una profonda influenza sulle proprietà finali ottenibili, portando sia a miglioramenti ma anche dei peggioramenti se non sono ottenute delle condizioni ottimali alla fine della produzione. Le caratteristiche del tipo di interazioni sono investigate a differenti livelli; quelle dipendenti solo dalle caratteristiche dei nano tubi, come in un fascio di nano tubi di carbonio, e quelle invece relative all'interfaccia nano tubi-catene polimeriche che dipendono da entrambi i costituenti.
Una forte adesione tra i costituenti, particolarmente per rinforzi non funzionalizzati, richiede un appropriato bagnamento dei rinforzi da parte della matrice. Valori di bagnamento sono valutati solitamente in termini di angolo di contatto e tensione superficiale. La tensione critica superficiale di un solido è una proprietà caratteristica del materiale ed è indipendente dalla sostanza bagnante. Una sostanza bagna la superficie solida se la sua tensione superficiale è minore di questo valore critico, e a questo caso corrisponde un valore circa nullo dell'angolo di contatto.
I tentativi di aumentare le interazioni tra le catene polimeriche della matrice e i nano tubi possono essere divise in due tipologie:
- Interazioni non covalenti: fanno parte di questa categoria meccanismi come il bridging, l'aumento di area interfacciale specifica, l'avvolgimento (wrapping). Il bridging avviene quando una catena polimerica interagisce con due o più rinforzi nello stesso tempo; aumentare il contenuto di nano tubi o il peso molecolare delle catene, aumenta la possibilità del fenomeno. L'area di interazione specifica è l'area interfacciale per unità di volume tra matrice e rinforzo; dipende dalle frazioni percentuali in peso dei costituenti, dal rapporto di densità tra matrice e rinforzo, e dal diametro dei rinforzi. L'aumento del contenuto di nano tubi propriamente dispersi, incrementa l'area interfacciale specifica, e porta a un nanocomposito più rigido. Il meccanismo di avvolgimento (wrapping) porta sia a una miglior interazione ma anche a una miglior dispersione dei nano rinforzi; è influenzato dalla struttura del polimero, composizione chimica delle catene e altri parametri geometrici delle fasi del nanocomposito. Polimeri con uno scheletro principale rigido tendono ad avvolgersi ai nano tubi in una configurazione elicoidale distesa, mentre polimeri più flessibili con gruppi ingombranti laterali formano un avvolgimento a spirale più compatto. Gruppi aromatici lungo la catena principale favoriscono interazioni di adsorbimento della catena, mentre gruppi laterali ingombranti le ostacolano. Anche i parametri geometrici del polimero e del nano tubo determinano la possibilità del wrapping; ad esempio lunghezza di catena maggiori e piccoli diametri dei nanotubi sono dei fattori molto favorevoli. Le interazioni non covalenti non richiedono step extra nel processo di produzione e non inducono difetti nella struttura dei nano tubi. Solitamente si ottengono delle forze di adesione non molto elevate, esse però possono essere migliorate tramite una cristallizzazione delle catene polimeriche nei pressi del nano tubo[32].
- Interazioni covalenti: avvengono in nanocompositi quando le catene polimeriche sono chimicamente legate ai nano tubi. Si ha tramite la funzionalizzazione delle pareti del nano tubo con l'introduzione di gruppi funzionali alla superficie. Questi gruppi funzionali devono essere compatibili con la matrice polimerica in modo da reagire con i gruppi reattivi delle catene polimeriche e formare legami chimici. Questa tipologia di nanocompositi mostra una miglior dispersione dei nano rinforzi nella matrice polimerica; gli agglomerati dei fasci di nano tubi sono rotti e quindi si ottiene un comportamento più uniforme attraverso il volume del nanocomposito. Inoltre, un maggior livello di adesione tra la matrice polimerica e i nano rinforzi porta a migliori caratteristiche meccaniche; infatti osservando le superfici di frattura all'interfaccia nano tubo-matrice si registra di solito la rottura del nano tubo, che dimostra un maggior livello di adesione. Le interazioni covalenti portano a più forti influenze delle proprietà dei nano tubi sulle caratteristiche finali del nanocomposito, ad esempio sul coefficiente di espansione termica e sulla temperatura di transizione vetrosa. La funzionalizzazione è quindi un metodo che crea interazioni covalenti e incorpora nano tubi nel network polimerico.  I nanocompositi funzionalizzati si comportano in maniera più uniforme e non mostrano separazioni di fase (agglomerazioni di nano rinforzi) o bassi livelli di dispersione. Bisogna porre attenzione però al processo di purificazione e agli altri step durante la funzionalizzazione in modo da evitare l'introduzione di importanti quantità di difetti nei nano tubi che porterebbero a un decadimento di proprietà finali del nanocomposito[32].

Le matrici polimeriche possono essere divise in due categorie, in base ai legami tra le catene: i polimeri termoindurenti reticolano in maniera irreversibile formando un network tridimensionale di catene cross-linkate; dall'altra parte, le interazioni tra catene polimeriche nei termoplastici sono per la maggior parte di tipo fisico di Van der Waals, dipolo-dipolo, e legami idrogeno. Quando un nano tubo è attaccato a un polimero termoindurente attraverso un'interazione covalente, diventa parte del network tridimensionale delle catene cross-linkate. Per un polimero termoplastico invece, un nano tubo di carbonio funzionalizzato  è attaccato chimicamente a determinate catene polimeriche, le quali interagiscono con altre catene attraverso legami più deboli come le forze di VdW.
Il contenuto di nano tubi è usualmente molto basso (tra 0,1 e il 5 wt%) data la loro efficienza e per non andare ad aumentare la difficoltà di produzione del nanocomposito.

##### Proprietà
Le proprietà che si possono aumentare con la dispersione di nano tubi di carbonio sono quelle meccaniche, termiche, elettriche, con diversi risultati in base alle caratteristiche del nanocomposito considerato.
Le interazioni tra i nano tubi e la matrice polimerica sono considerate di estrema importanza; esse definiscono sia la capacità di trasferimento di carico dalla matrice ai nano rinforzi, che il grado di dispersione di quest'ultimi all'interno della matrice. Altri parametri che influenzano le caratteristiche finali del nanocomposito sono l'orientazione dei nano tubi e gli effetti dei fasci di nanotubi dovuti a fenomeni di agglomerazione.
Bisogna porre molta attenzione anche ai parametri geometrici dei nano tubi dispersi. Lunghezza e diametro hanno influenza ad esempio sulle proprietà elettriche e meccaniche. Dispersioni di nano tubi con più alti rapporti d'aspetto hanno portato a nanocompositi con maggiori moduli elastici, con maggior resistenza alla fatica e con maggiori valori di tenacità. Andando invece a diminuire il diametro dei nano tubi, si può ridurre l'efficacia della carica, dato che i nano tubi diventano molto flessibili e sono promosse interazioni topologiche tra di essi. Si è notato anche però il contrario, e cioè che a diminuzioni del raggio del nano tubo si ottengono migliori valori di tenacità; il trasferimento di carico è il principale problema nel corretto funzionamento di un composito, e dato che il ruolo del nano tubo di carbonio dipende dalla trasferimento di sforzi dalla matrice, la forza all'interfaccia tra i due componenti è di cruciale importanza. Si è dimostrato che particelle cilindriche con diametri minori portano a più forti legami all'interfaccia con la matrice; e dato che interfacce più forti portano a un miglior trasferimento degli sforzi, l'aumento di proprietà con la diminuzione del raggio è facilmente spiegato.
```
Un altro meccanismo che partecipa all’aumento di proprietà meccaniche è il bridging. Per una frazione in peso costante di nano tubi, come il diametro del nano tubo decresce, un numero maggiore di nano tubi lega la superficie di frattura. Andando ad osservare la superficie di frattura di un polimero termoindurente, come ad esempio una resina epossidica, si può notare come l’aggiunta di nano tubi di carbonio ne aumenti la rugosità, evidenziando un miglioramento della resistenza alla propagazione della frattura. Quando la punta della cricca raggiunge il rigido nano tubo, essa deve cambiare direzione  e evitarlo, generando cricche secondarie e quindi portando a un maggior assorbimento di energia, infatti aumenta di conseguenza l’area disponibile all’assorbimento energetico. Altri due fenomeni che collaborano alla dissipazione energetica sono la rottura dei nano tubi o il loro pull out dalla matrice; il primo fenomeno è legato a interfacce caratterizzate da un alto livello di adesione, mentre il secondo avviene quando l’interfaccia debole permette lo sfilamento del nano tubo dalla matrice polimerica. Deve essere considerato anche il fatto che i nano rinforzi sono dispersi in direzione casuale e solo una parte di essi intersecheranno la superficie di frattura in maniera perpendicolare, e dunque quando l’angolo tra nano tubo e superficie di frattura aumenta la frattura per flessione diventa sempre più importante
[
33
]
.
```

Solitamente quando si disperdono nano tubi di carbonio nella matrice polimerica, si registra una diminuzione nella deformazione a rottura, attribuibile a una transizione da duttile a fragile nella modalità di frattura. Questo perché un alto numero di nano tubi può ridurre la mobilità delle catene polimeriche che porta a un comportamento più fragile.
I migliori incrementi di proprietà meccaniche, come resistenza a frattura e modulo elastico, si hanno solitamente a bassi livelli di carica, questo perché ad alti livelli di caricamento ottenere una buona dispersione è molto complicato dato che il livello di agglomerazione porta a un decremento di proprietà.
Riguardo alle proprietà elettriche, si può osservare la variazione della conduttività del nanocomposito; la conduttività aumenta vistosamente quando il contenuto di carica raggiunge il limite di percolazione e viene formato un network conduttivo di nano tubi di carbonio. Aumenti successivi di carica riducono la velocità di incremento della conduttività, comportamento forse dovuto all'agglomerazione dei nano tubi (concentrazioni >1,0 wt%) e quindi alla formazione di contatti resistenti tra di essi. Diversamente dalle proprietà meccaniche, dove una buona dispersione aumentava l'incremento ottenuto, qui può portare a una minor conduttività elettrica. I parametri che regolano la conduttività elettrica sono la bagnabilità della matrice, le dimensioni della carica e il metodo di fabbricazione. Di solito aumenti del rapporto d'aspetto incrementano la conduttività.

#### Nanocompositi polimerici con fibre naturali (bionanocompositi)
Il termine biocomposito è applicato a una categoria di materiali derivanti completamente o in parte da risorse rinnovabili di biomasse. Questo concetto comincia ad essere sempre più preponderante data la necessità di preservare la natura, e parole come sostenibilità, industria ecologica, eco-efficienza, sono i principi che guidano una nuova generazione di “green materials”.
I nanocompositi polimerici attraggono attenzione per la possibilità di formare materiali rinnovabili e a basso impatto ambientale, andando a combinare matrici polimeriche di polimeri altamente riciclabili e biodegradabili con rinforzi di origine naturale, i quali sono solitamente sono scarti dell'industria agricola o alimentare. Matrici biodegradabili polimeriche sono ad esempio quelle dell'acido polilattico (PLA), che può essere ottenuto dalla fermentazione del grano, o del poliuretano (PU), ottenuto dalla lavorazione di oli naturali. Solitamente le proprietà termiche e meccaniche di queste matrici non sono comparabili con quelle simili ottenute da derivati del petrolio e quindi vengono accoppiate ai nano rinforzi “naturali”.
A questa categoria di nano rinforzi “naturali” appartengono ad esempio la chitina e la cellulosa.
La cellulosa è il polisaccaride maggiormente presente in natura, esso per esempio è il costituente principale della parete cellulare delle piante. Le catene della cellulosa sono costituite da monomeri di glucosio legati tramite legame 1-4 beta glicosidico e sono lunghe e rigide, fatto che permette la formazione di legami idrogeno tra le diverse catene. L'aggregazione tra le diverse catene definisce la sovrastruttura dei cristalliti, regioni cioè a impaccamento regolare di segmenti di catena polisaccaride, con una lunghezza di 60 nm e direzione trasversali di circa 5x10 nm. Considerando la forma dei cristalliti si può vedere la struttura della cellulosa data da un sistema di catene a grado di cristallinità variabile, con un alternarsi di zone cristalline ordinate e di zone amorfe con le catene meno ordinate spazialmente e meno impaccate. La struttura data dai cristalliti più le zone a catene meno impaccate forma le fibrille elementari, le quali poi tendono ad unirsi a formare le micro fibrille. La ragione principale dell'utilizzo di materiale cellulosico è nella sua alta resistenza e nel suo alto modulo elastico, che le conferiscono un potenziale utilizzo come rinforzo. Dovuto alla loro disponibilità, alla facilità di modificazioni chimiche e meccaniche,  così come alla loro biocompatibilità e rinnovabilità, le nano particelle di cellulosa attraggono attenzione come sostituti di rinforzi micro dimensionali nei materiali compositi. La cellulosa naturale può essere idrolizzata a micro e nano particelle; queste particelle nano cristalline o nanowhisker (CNW) sono solitamente 20-300 nm in lunghezza e 2-10 nm in larghezza, esse possono essere estratte dalla polpa di cotone, dalla cellulosa microcristallina, dalla fibra di lino, e da altri residui organici industriali come quelli derivanti dall'industria dell'olio di palma.
Il termine nanowhisker è utilizzato per designare nano particelle cristalline a forma d'asta, mentre la designazione nano fibrille dovrebbe essere usata per designare nano particelle lunghe e flessibili consistenti di sequenze alternate cristalline e amorfe. I CNW sono solitamente ottenuti dopo la rimozione delle regioni amorfe e risultano nella formazione di cristalli singoli molto puri. La struttura altamente ordinata che deriva dall'incorporazione dei CNW in una matrice polimerica, produce non solo un'alta resistenza ma anche cambiamenti nelle proprietà termiche, ottiche, magnetiche, elettriche.
La chitina è il secondo polimero naturale più abbondante dopo la cellulosa; è un polisaccaride amminico con struttura chimica (C8H13O5N)n simile alla cellulosa, avente un gruppo idrossilico su ogni monomero sostituito da un gruppo ammino acetilato.  La chitina è data da catene lineari che formano strutture cristalline altamente ordinate negli organismi viventi, ed infatti una delle sue fonti maggiori è proprio dall'esoscheletro di molte specie animali. La chitina, principale costituente dello scheletro osseo, si presenta a livello molecolare sotto forma delle fibre di qualche nm di diametro; queste fibre sono attorcigliate a delle proteine a formare di fasci che disponendosi parallelamente l'uno all'altro formano un network intrecciato piano, immerso in una certa quantità di minerali e proteine.
Il polisaccaride contiene all'interno fino all'8% di azoto, ed è insolubile in acqua e altri solventi organici per la sua struttura molto rigida e per i forti legami idrogeno intra e intermolecolari. La chitina cristallina nanometrica (nano cristalli di chitina o nanowhisker di chitina) può essere prodotta per idrolisi catalizzata da acidi e mostra eccellenti proprietà meccaniche, come alti moduli elastici (150 GPa quello longitudinale). Questi nanocristalli hanno un diametro di circa 20 nm e sono rinforzi molto attraenti per l'industria composita possedendo alte proprietà meccaniche e essendo completamente rinnovabili. L'inserimento di nano fibre di chitina nelle matrici polimeriche porta ad aumenti di proprietà meccaniche e termiche.

##### Struttura-Produzione
La struttura è data dai nano rinforzi a forma di bacchette rigide (nanowhisker) o bacchette più lunghe e flessibili che si disperdono nelle catene della matrice polimerica.
Un problema molto importante per l'utilizzo di nano rinforzi estratti da sorgenti naturali è quello di estrarli con un elevato grado di purezza e senza causare importanti degradazioni alla loro struttura. Nel caso della cellulosa è molto difficile separare le singole micro fibrille nanometriche dagli altri costituenti della parete cellulare della pianta, come emicellulosa e lignina, e anche nel caso della chitina, proveniente ad esempio dall'esoscheletro di un crostaceo, sono necessari più passi di purificazione per ottenere le nano fibre desiderate senza nessun tipo di impurità organica.
Un altro parametro molto importante è il livello di dispersione della nano carica dato che regola l'effetto rinforzante finale.
Per le fibre di chitina si ottiene solitamente un buon livello di dispersione con un procedimento di dissoluzione dei componenti in soluzione acquosa seguito da un miscelamento, dato che queste possiedono un zeta potential (carica elettrostatica misurata all'esterno del doppio strato)  in soluzioni acquose acide per la presenza dei gruppi –NH3+ protonati. Le fibre infine formano un network all'interno della matrice polimerica, mostrando bassi livelli di aggregazione fino ad alti livelli di caricamento.
Un altro fattore che aiuta una buona dispersione è ottenere una forte adesione all'interfaccia tra i due componenti. Nel caso della chitina si possono ottenere legami idrogeno con la matrice, basta che le catene polimeriche contengano degli atomi con delle coppie elettroniche libere o in catena (gruppo chimico C-O-C nel caso del PEO) o nei gruppi laterali (PVOH,PMMA). Nel caso in cui si è in presenza di una buona dispersione e di forti interazioni tra le nano fibre di chitina e le catene della matrice, è possibile una variazione delle proprietà della matrice polimerica, come variazioni del grado di cristallinità, date dalle forti interazioni tra catene e nanocarica che rallentano la diffusione e la piegatura delle catene polimeriche durante la fase di cristallizzazione.
Anche i nanowhiskers di cellulosa hanno effetti importanti sulla microstruttura della matrice, e questi effetti si possono ricercare in variazioni della temperatura di transizione vetrosa e nel processo di cristallizzazione. La Tg solitamente si alza, indicando una riduzione della mobilità e della flessibilità delle catene polimeriche dovuta probabilmente a forti interazioni CNW-catena. Osservando la cristallizzazione si vede invece che essa è più rapida e più a basse temperature nel nanocomposito post dispersione di CNW, fatto legato probabilmente alla capacità della nano carica ad agire da agente nucleante, promuovendo una cristallizzazione eterogenea.
Nel caso dei CNW di cellulosa, quando vengono isolati e incorporati nella matrice, è difficile controllare il livello di dispersione perché hanno un'alta tendenza ad agglomerarsi date le forti interazioni formate tra i singoli whiskers; per ottenere delle sospensioni colloidali stabili si possono utilizzare metodi meccanici o utilizzo di ultrasuoni. Un'altra possibilità è la funzionalizzazione della superficie dei CNW, ad esempio tramite idrolisi con acido solforico, che è un metodo ottimale anche per la rimozione delle zone amorfe dalla struttura delle micro fibrille di cellulosa. L'aumento del grado di dispersione si ottiene grazie alla sostituzione di gruppi idrossilici nel monomero di glucosio della catena di cellulosa con dei ioni solfato, aventi carica negativa, che assicurano la stabilità della sospensione tramite repulsione elettrostatica.
Solitamente quindi il processing di queste nano cariche fibrillari può essere eseguito attraverso sospensioni acquose con una leggera acidità per promuoverne la dispersione nel solvente; con la successiva aggiunta di polimeri solubilizzabili in acqua si può ottenere la formazione di strutture abbastanza omogenee con un buon grado di dispersione delle nanofibre, e nel caso queste siano molto lunghe, si può ottenere inoltre la creazione di reticoli interconnessi di nano carica. In certi casi si possono produrre dei nanocompositi mantenendo la struttura del reticolo tridimensionale delle nano fibre intatto e, eseguendo un'impregnazione con la resina polimerica, si ottengono microstrutture finali con lo strato tridimensionale al centro di una struttura a sandwich e la matrice polimerica fortemente attaccata ai lati. In questo caso il nano rinforzo utilizzato sono nano fibre di chitina molto lunghe, e i livelli di caricamento possono essere spinti fino al 70% wt senza nessun peggioramento di proprietà.

##### Proprietà
Le cariche nano fibrillari di questa categoria possono portare vari aumenti di proprietà al materiale composito rispetto al polimero puro, ma di solito si ottengono miglioramenti di quelle meccaniche e di quelle termiche. Il loro effetto rinforzante dipende rispetto molti fattori, inclusi la loro morfologia (rapporto d'aspetto), l'assenza di vuoti nella matrice, la loro concentrazione e la dispersione finali, il livello di adesione tra loro e la matrice all'interfaccia, e l'assenza di una loro agglomerazione.
Solitamente si vede un iniziale aumento del modulo elastico e della resistenza a trazione per il nanocomposito a bassi livelli di caricamento nel caso dei nanowhiskers di cellulosa (<7-8% wt), ma aumentando il contenuto di nano carica si osserva un seguente decremento di queste proprietà. Questa diminuzione è associata al fatto che a livelli di caricamento maggiori inizia l'agglomerazione delle nano particelle. Ottenere un buon livello di dispersione è un fatto cruciale per avere un efficiente trasferimento degli stress tra le catene polimeriche e le nano fibre naturali. L'agglomerazione di nano carica può agire come un punto di concentrazione dello stress e ridurre l'area superficiale di interazione tra matrice e nano fibre.  Questa situazione si è riscontrata sia nei casi con nanowhiskers di cellulosa, che con nano fibre di chitina. Bisogna sottolineare il fatto che però nel caso delle nano fibre di chitina, se esse posseggono lunghezze tali da permettere la formazione di un network interconnesso, i livelli di caricamento possono arrivare anche a valori molto alti (in certi casi 70% wt).La formazione del network secondario, grazie all'alto livello di adesione catene polimerica-fibre di chitina e fibra-fibra, gioca un ruolo importante nel trasferimento degli sforzi.
Un altro fattore che gioca un ruolo determinante nel trasferimento degli sforzi è l'adesione all'interfaccia tra nano rinforzo e matrice polimerica. Adesioni interfacciali troppo basse portano a trasferimento del carico inefficienti dalla matrice polimerica, implicando un limitato effetto rinforzante al composito. Per risolvere questo problema si utilizzano di solito in fase di preparazione dei reagenti capaci di instaurare legami chimici tra le due fasi. L'instaurarsi di legami chimici porta anche a un miglioramento della compatibilità tra rinforzo e matrice e di conseguenza a un aumento delle performance.
L'elongazione a rottura del nanocomposito invece di solito diminuisce notevolmente con l'aggiunta di nano fibre rigide come i CNW di cellulosa. Si ha l'effetto di un aumento di rigidità della matrice plastica. Questo fenomeno può essere attribuito all'azione indurente delle nano fibre tramite la limitazione dei movimenti dei segmenti di catena del polimero.
Osservando le proprietà termiche si vede che si possono ottenere risultati altalenanti in base ai rispettivi casi; si possono ottenere ad esempio aumenti della stabilità termica e minori coefficienti di dilatazione del nanocomposito in caso di dispersione di CNW in matrici poliuretaniche o nel caso di nanocompositi con nano fibre di chitina ultra lunghe e matrici di poli metil metacrilato (PMMA).
Dei peggioramenti invece si possono mostrare in abbassamenti della temperatura di decomposizione, quando, tramite la funzionalizzazione superficiale dei rinforzi si introducano impurità all'interno del nanocomposito che agiscono, in un secondo momento, come catalizzatori per le successive reazioni di degradazione della matrice polimerica.

### Nanocarica isodimensionale e nanocompositi non "stratificati"
La caratteristica di queste matrici polimeriche è di presentare come carica all'interno nano particelle isodimensionali. Questa categoria ha ricevuto negli anni meno attenzioni rispetto ad altre, come quella dei PLS o di matrici contenenti tubi di carbonio, nonostante presenti i vantaggi di costar meno e di presentar meno difficoltà di produzione.

#### Microstruttura
La struttura dei nanocompositi rinforzati con particelle isodimensionali è simile a quella dei nanocompositi a matrice metallica o ceramica, dato che in questa tipologia, il materiale di rinforzo è distribuito su tutta la matrice polimerica.

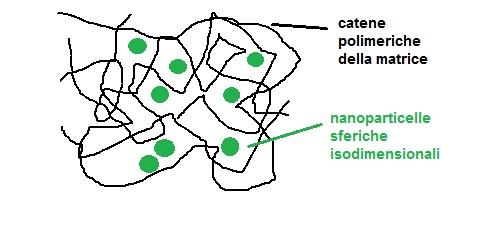
rappresentazione nanocomposito polimerico "non stratificato" con nanoparticelle isodimensionali all'interno

Le tipologie di cariche disperse sono particelle inorganiche e solitamente sono divise in:
- Metalli (Al, Fe, Au, Ag, ecc)
- Ossidi metallici (ZnO, Al2O3, TiO2, CaCO3)
- Altre (SiC)

La scelta delle diverse nano particelle è dovuta alle proprietà che si vogliono migliorare; ad esempio nano particelle di Al sono scelte per la loro alta conduttività, le particelle di carbonato di calcio sono scelte per il loro basso costo, oppure le particelle di carburo di silicio che sono usate per la loro durezza, resistenza a corrosione, e resistenza. Le nano particelle di argento, ossido di argento o sali di argento vengono invece incorporate in matrici polimeriche per assicurare un'attività antimicrobica o biocida.

#### Preparazione - Produzione
La forza e il livello di interazione tra la fase organica e la fase inorganica è un'importante questione. Un semplice mescolamento meccanico o fisico causa una bassa interazione interfacciale con forze di Van der Waals o idrogeno; se invece si utilizzano tecniche sol-gel si ottengono interazioni chimiche forti covalenti o ioniche-covalenti tra le due fasi.
Molto importante è il problema dato dalla formazione di aggregati secondari per la natura molto viscosa della soluzione composita. È ben risaputo che le particelle inorganiche possono facilmente aggregare in matrici polimeriche. Questi aggregati di nano particelle possono formarsi durante il processo produttivo delle nano particelle stesse, oppure durante la lavorazione del composito. Solo un'ottima attenzione rivolta ai parametri del processo di miscelazione dei componenti porta a un efficiente demolizione degli agglomerati. La maggior parte degli effetti di aggregazione è riportata avvenire durante la formazione del nanocomposito. Bisogna ricordare però che le nano particelle possono formare duri aggregati anche durante la loro sintesi, chiamati aggregati primari. Questi aggregati possono sopravvivere anche al processo di formatura del nanocomposito e formare nano aggregati 3D molto duri (fusione tra le nano particelle iniziali minori di 20 nm). La probabilità di sopravvivenza degli aggregati durante il processo di formatura è maggiore per accoppiamenti nano carica inorganica con matrici apolari, come le poliolefine, data la più bassa compatibilità tra le due fasi. Si può verificare poi un secondo processo di agglomerazione durante la formazione del nanocomposito, che porta alla formazione di strutture tridimensionali, come dei network di nano particelle all'interno della matrice, chiamati aggregati secondari. Come la frazione di nano particelle aumenta, i nanocompositi con aggregati primari mostreranno un'eventuale agglomerazione secondaria tra le particelle degli aggregati iniziali.

#### Proprietà
Nanocompositi basati su matrice polimerica e carica inorganica mostrano aumenti in proprietà meccaniche, termiche, elettriche, ottiche e magnetiche; nano particelle di silice portano ad un aumento nella resistenza a trazione, nano particelle di carbonato di calcio in matrice di ABS (acrilonitrile-butadiene-stirene) aumentano sia il modulo elastico che la resistenza impatto, nanodispersioni di TiO2 cambiano le proprietà elettriche. Caricando invece la matrice con nanocarica di alluminia si nota un aumento della resistenza dielettrica del polimero, nano rinforzi di SiC portano invece superiori proprietà termiche e meccaniche.
Molte delle proprietà osservate in questi sistemi sono direttamente correlate con la loro struttura.

##### Proprietà meccaniche
I compositi a matrice polimerica con nano particelle spesso esibiscono proprietà meccaniche molto buone, maggiori di solito di quelle predette. L'aggiunta di piccole quantità di nano carica inorganica (circa 3%) come silice, carbonato di calcio, aumentano sia la rigidezza che la tenacità in differenti termoplastici, si registrano anche riduzioni della velocità di creep. Spesso questo aumento di proprietà è messo in relazione all'interazione che si stabilisce tra nano particelle e polimero; nella zona all'interfaccia tra polimero e rinforzo si hanno infatti cambiamenti nella composizione del polimero, nella struttura, nelle proprietà.
L'utilizzo di nano rinforzi separati da basse distanze interparticellari accoppiati a dispersioni uniformi con alte aree interfacciali particelle-matrice, permettono un buon trasferimento di stress tra matrice e nano carica. La dispersione della carica e le specifiche interazioni tra carica e matrice è controllata convenzionalmente attraverso l'uso di compatibilizzanti. Le interazioni che si ottengono sono o fisiche o chimiche. Quelle fisiche solitamente sono troppo deboli per permettere un corretto trasferimento degli sforzi, mentre quelle chimiche sono poco flessibili e non permettono dissipazione e propagazione del crack all'interfaccia matrice-particella.
Gli aumenti del modulo elastico dipendono sia dalla specie di rinforzo, che dalla relativa area superficiale presentata; polveri di nano particelle con maggior area superficiale mostrano i maggiori aumenti del modulo elastico. Le variazioni ottenute nel modulo elastico possono essere attribuite a due fattori differenti. Il primo è legato a cambiamenti della matrice polimerica nella vicinanza della superficie del rinforzo (1-2 nm); si possono ottenere strati di polimero più o meno rigidi. Quello che si va a variare è la mobilità delle catene del polimero come risultato di configurazioni più o meno ordinate delle catene stesse in queste zone. Solitamente vincoli sterici alle variazioni delle conformazioni macromolecolari vicino alla superficie possono portare a irrigidimento del polimero. Il secondo fattore potrebbe essere dovuto all'agglomerazione delle nano particelle, che non sono più una fase dispersa uniformemente all'interno. L'agglomerazione, secondo la maggior parte degli studi,  varia le proprietà meccaniche in maniera negativa, ma in certi casi si sono registrati leggeri incrementi del modulo elastico, accompagnati da decrementi però nella deformazione a frattura e nella tenacità a frattura. La matrice polimerica, nel caso di presenza di aggregati isolati di nano particelle o di network per agglomerazioni ulteriori della fase dispersa contenuti all'interno, può essere divisa in base al fatto che esisteranno zone di matrice senza vincoli alla deformazione, e zone di matrice invece dove le catene risentiranno dell'apporto dei rinforzi rigidi. Le proprietà elastiche dipendono fortemente dalla quantità di matrice influenzata dal nano rinforzo disperso, e questa porzione di materiale dipende direttamente dalla geometria degli aggregati (dipendente da dimensioni, produzione, sintesi nano particelle). Una forte correlazione poi si è notata tra la parte di matrice vincolata e l'effetto di rinforzo con l'area superficiale della nano carica.
Parlando infine della tenacità, si è visto che certe catene di nano particelle fuse assieme mostrano delle capacità altamente tenacizzanti; l'effetto è stato associato all'abilità delle nano particelle di ruotare attorno ai loro rispettivi punti di contatto. Le catene di nano particelle sono dei tipici casi di aggregati primari, e promettono la produzione di futuri nanocompositi con alta tenacità e con alta rigidezza.

##### Proprietà elettriche
Si possono individuare due vie principali per andare a modificare le caratteristiche elettriche di una matrice polimerica in base al risultato finale desiderato. Se si vuole aumentare la conduttività elettrica del polimero, si andrà a disperdere all'interno una nano carica conduttiva fino alla formazione di un network tridimensionale, che possa permettere il trasporto di carica. La carica dispersa forma il reticolo tridimensionale solo sopra un certo limite di frazione volumetrica dispersa, questo limite è conosciuto come limite di percolazione.
Si possono anche aumentare però le caratteristiche da isolante della matrice polimerica. Anche se i polimeri sono dei buoni isolanti, presentano il problema, ad alti voltaggi applicati in corrente continua, di accumulare cariche spaziali in eccesso che possono distorcere il campo elettrico e portare a scariche elettriche. Per di più il movimento degli elettroni tra le buche di potenziale è accompagnato da un rilascio di energia che invecchia il materiale conduttore. I nanocompositi offrono una via per diminuire l'accumulazione di carica spaziale e aumentare la tensione di rottura del dielettrico (breakdown).
Dato che la matrice, la nano carica, e l'interfaccia hanno differenti caratteristiche elettriche, si hanno differenti fenomeni di polarizzazione nelle tre fasi, e quindi le nano dispersioni hanno la capacità di variare ,ad esempio, la permettività, sia quella immaginaria che quella reale, e il tempo di rilassamento della matrice. Con le giuste quantità di nano carica dispersa, si possono anche risolvere i problemi dell'accumulo di carica elettrica vicino agli elettrodi.
L'accumulo di carica all'interfaccia tra elettrodi e isolante avviene quando i nanocompositi sono soggetti a campi elettrici continui; l'accumulo di cariche può influenzare direttamente il numero di elettroni e buche iniettate dagli elettrodi nel nanocomposito. Questi elettroni e queste buche possono essere generate, oltre dall'iniezione dagli elettrodi, anche dalle impurità presenti all'interno della matrice, che si decompongono ad alti campi applicati. Queste cariche elettriche si muovono nella matrice polimerica saltando da una buca di potenziale all'altra attraverso un movimento termico, o sottoposte a un campo elettrico. Nella matrice sono però presenti delle trappole che possono fermare questi portatori, portando così alla formazione di regione con accumulo di carica.  Se vicino agli elettrodi c'è presenza di carica del segno opposto, ci sarà un aumento del campo all'interfaccia tra dielettrico e elettrodo, portando un maggior numero di cariche da passare dall'elettrodo all'isolante. La probabilità di una scarica sterica di rottura è relazionata sia al numero di cariche presenti che alla lunghezza del loro cammino medio, ed è maggiore nel caso di presenza di eterocariche vicino all'elettrodo.

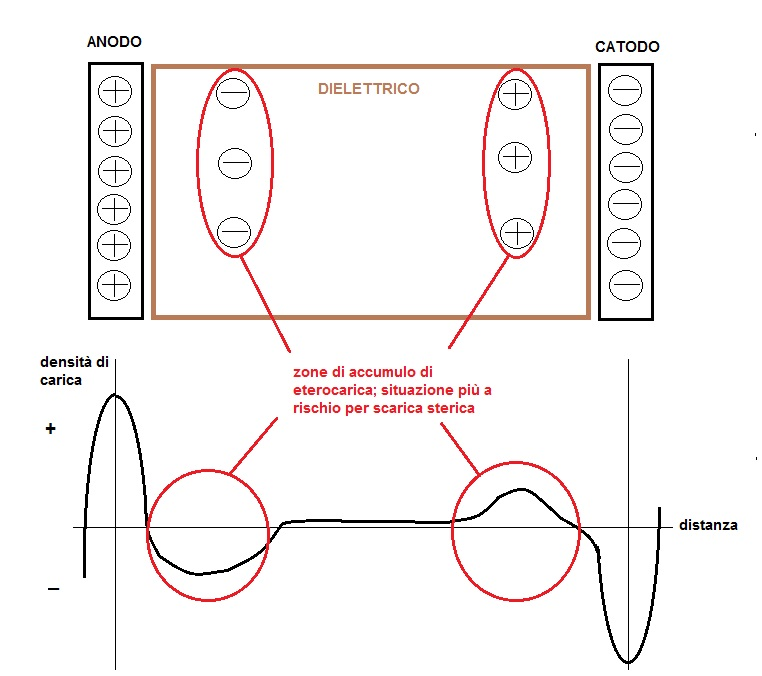
rappresentazione dell'accumulazione di carica in un dielettrico vicino agli elettrodi; sotto è rappresentata la distribuzione di carica che si otterrebbe in caso di accumulo di eterocarica

La dispersione delle nano particelle porta alla formazione di una grande area interfacciale fra le due fasi (matrice-nanorinforzo), nella quale si ha un cambiamento della densità e della tipologia delle trappole rispetto alla matrice pura; la nano dispersione quindi influenza il comportamento dei portatori di carica. Attorno alle nano particelle è presente una zona chiamata strato diffusivo di Gouy – Chapman; in questa regione gli elettroni possono perdere energia organizzandosi attorno alla nano carica.
Quando la concentrazione di nanofase è bassa e omogeneamente dispersa, gli strati diffusivi non si sovrappongono data la larga distanza tra le particelle, diminuendo l'energia degli elettroni in movimento e il loro cammino libero medio. Attorno alle nano particelle, considerate isolate le une dalle altre, ci sono trappole profonde che attraggono un alto numero di elettroni e lacune. Queste nano particelle possono essere viste come oggetti neutri, osservandole dall'esterno, e se sono disperse omogeneamente, eliminano le regioni di accumulo di carica.
Ma quando la concentrazione aumenta, diventa difficile disperdere omogeneamente la carica. Si formano così agglomerati che diminuiscono l'area superficiale dell'interfaccia e influiscono sulle caratteristiche di questo strato diffusivo; si può verificare poi la sovrapposizione di questi strati, appartenenti a differenti nano particelle, che può influenzare la distribuzione spaziale e la profondità delle trappole.
Dato che il movimento dei portatori di carica è associato alle trappole meno profonde, la conduttività finale del nanocomposito è collegabile alla loro presenza e densità. La regione interfacciale tra matrice e nano particella è divisibile in zone caratterizzate dalla presenza di trappole profonde, vicino alla nano particella, e zone invece con trappole superficiali. Questa seconda regione è molto più larga e mostra diametri di circa 10 nm, e quindi può esserci una sovrapposizione tra questi strati aumentando la frazione volumetrica di nanofase dispersa. Se si forma una sovrapposizione che permetta ai portatori di carica di spostarsi nella matrice, si formeranno zone di accumulo spaziale di carica vicino agli elettrodi e quindi la perdita di proprietà elettriche, come un abbassamento della tensione di break down.
Dunque si vede che anche nelle proprietà elettriche, come in quelle meccaniche, tutto è direttamente relazionato al grado di dispersione delle nano particelle nella matrice.

##### Proprietà ottiche
Le nano particelle di calcogenuri metallici (ad esempio CdS, CdSe) sono importanti fasi disperse in matrici plastiche per la loro capacità di promuovere importanti proprietà ottiche, di luminescenza, di effetti quantistici, e altre importanti proprietà fisiche e chimiche.
La matrice termoplastica polimerica dove vengono disperse le nano particelle può influenzare il loro processo di nucleazione e di crescita, variare la struttura della superficie e la loro stabilità. La matrice infatti permette di controllare le dimensioni e la dispersione dei nano cristalli andando a interagire con i cationi metallici (formazione di chelati) durante la reazione tra i due precursori.
Un altro importante effetto riscontrato, dato dalla matrice polimerica, è quello di passivare le nano particelle, andando ad aumentare le proprietà di luminescenza.
Per le nano particelle singole, c'è una grande quantità di difetti localizzati alla superficie, e se questi difetti non sono passivati, avverrà una ricombinazione non radiativa dato che essi agiscono come trappole (ricombinazione di coppie elettrone-lacune con produzione di energia termica in fononi) che significa una perdita generale di proprietà ottiche. Dunque è plausibile che la matrice, modificando la struttura della superficie della nano particella, diminuisca la concentrazione di questi difetti superficiali.
Anche in questo caso le proprietà sono regolate dalle relazioni all'interfaccia tra matrice polimerica e nanofase dispersa.